# Tennis in Zweden
Dit is een overzicht van de beste tennissers en tennissters van Zweden, alle enkelspeltitels van Zweedse tennissers en tennissters en alle tennistoernooien in Zweden.
Tussen 1974 en 1992 wonnen de Zweedse mannen (Björn Borg, Mats Wilander en Stefan Edberg) 24 van de 76 Grand Slams. In 1988 werden zelfs alle Majors door de Zweden gewonnen. In die periode wonnen de Zweden ook nog eens viermaal de Davis Cup. Borg, en later Wilander en Edberg waren de topspelers, maar ook Anders Järryd (5de) en Joakim Nyström (7de) stonden stevig in de top tien. Björn Borg, Mats Wilander en Stefan Edberg zijn alle drie de nummer 1 van de wereld geweest. Op enig moment stonden er 6 Zweedse tennissers in de top 20 van de wereldranglijst. Sinds het stoppen van Robin Söderling (piek: 4de), na ernstig blessureleed in 2011, is Zweden een tennisnatie in verval. Bij de mannen heeft Zweden tot 2019 geen top 100-speler meer gehad. Mikael Ymer (piek 67de) is momenteel de beste Zweedse tennisser.

## Historie
De Zweedse tennis historie begon met een trip naar Engeland in 1879. Een van de personen die de trip naar Engeland maakte, was de Zweedse kroonprins en latere koning Gustaaf V. In Engeland leerde hij de sport tennis spelen. Gustaaf V was zo enthousiast en geïnteresseerd in de nieuwe sport, dat hij deze sport meenam naar Zweden. Hij richtte de eerste Zweedse tennisclub op en deed er alles aan om de sport te promoten in Zweden. In de kustplaats en zomerresort Båstad werd in 1907 de eerste tennisbaan gebouwd, met als ondergrond beton. In 1934 zou het beton vervangen worden door gravel, nadat de koning Gustaaf V was gevallen op een slipperige betonbaan. In 1936 richtte Gustaaf V de King's Cup op, een Europese indoor team competitie tussen landen. Voor zijn verdienste als speler en promotor van de tennissport in Zweden is hij in 1980 opgenomen in de Tennis Hall of Fame.
Sinds 1948 wordt in Båstad het Internationaal Zweeds Kampioenschap oftewel het Swedisch Open georganiseerd. Tot op heden wordt dit toernooi nog ieder jaar in juli georganiseerd op de gravelbanen. Grote buitenlandse toppers zoals Ken Rosewall, Roy Emerson, Stan Smith, Manuel Santana en Ilie Năstase hebben het toernooi gewonnen. Maar ook de Zweedse toppers Sven Davidsson, Ulf Schmidt (2x), Jan Erik Lundqvist, Björn Borg (3x), Mats Wilander (3x), Henrik Sundström, Joachim Nyström, Magnus Gustafsson (recordwinnaar, 4x), Magnus Norman (2x) en Robin Söderling (2x) wisten het toernooi op hun naam te schrijven
In de jaren '40 begon Zweden op te komen als tennisnatie met namen als Torsten Johansson, Sven Davidsson en Lennart Bergelin. In de beginjaren '60 maakte het tennis in Zweden, een doorbraak bij het grote publiek en de media. De successen van de topspelers Jan-Erik Lundqvist en Ulf Schmidt werden op de voet gevolgd, na een aantal succesvolle Davis Cup resultaten. De Zweedse televisie besloot om de Davis Cup wedstrijden vanuit Båstad, live uit te gaan zenden. In de zomer van 1962 bereikte het Zweedse tennis het voorlopige hoogtepunt door in de Europese finale van de Davis Cup (tegenwoordig: kwartfinale), Italië met 4-1 te verslaan in het Båstad Tennisstadion. De live registraties van de Davis Cup trokken één miljoen kijkers. In de zomer van 1964 werd het Davis Cup succes herhaald door het bereiken van de finale in de Inter-Zonal Zone (tegenwoordig: halve finale). Naar de finale die met 5-0 verloren zou worden van Australië (met Roy Emerson, Fred Stolle en John Newcombe), werd weken uitgekeken en maakte een ware tenniskoorts los in Zweden. In heel Zweden werden geïmproviseerde tennisbanen gebouwd.
De doorbraak van het Zweedse tennis in de jaren '60, blijkt ook uit de cijfers. Tegen het einde van de jaren '50 had Zweden net iets meer van 400 tennisclubs. In de jaren '60 maakte het aantal tennisclubs een sterke groei door met ongeveer 450 nieuwe tennisclubs. In de beginjaren '70 bereikte het aantal tennisclubs bijna de 900. In de jaren daarna bleef het aantal tennisclubs redelijk constant. In 1985 werd met 939 clubs de piek qua aantal tennisclubs bereikt. Daarna zou het aantal tennisclub geleidelijk dalen tot 414 in 2016. Het aantal leden steeg in de jaren '60 van ca. 25.000 naar ca. 55.000.
De toegenomen populariteit van het tennis kreeg de steun van maatschappij. De gemeenten boden stukken grond aan voor het bouwen van nieuwe tennisbanen en gaven financiële steun middels subsidies en leningen. Op enig moment had bijna elke Zweedse gemeente faciliteiten om zowel buiten- als binnen tennis te beoefenen. Vooral de indoorhallen waren erg belangrijk om door te kunnen spelen in de winter.
Het Zweedse tennis maakt sinds 2011 een crisis door, in de periode tot 2019 hebben er geen Zweedse mannen in de top 100 gestaan. In september 2019 is Mikael Ymer, van Ethiopische afkomst, de enige Zweedse man die sinds 2011 weer de top 100 heeft bereikt.

## Mannen

### "Top 150" spelers enkelspel

#### Vanafopen tijdperk
| Nr. | Speler               | Hoogste positie | Datum hoogste positie | W-V     | Titels | Finales |
| --- | -------------------- | --------------- | --------------------- | ------- | ------ | ------- |
| 1.  | Björn Borg           | 1               | 1977-08-23            | 639-130 | 64     | 25      |
| 2.  | Stefan Edberg        | 1               | 1990-08-13            | 801-270 | 41     | 36      |
| 3.  | Mats Wilander        | 1               | 1988-09-12            | 571-222 | 33     | 26      |
| 4.  | Magnus Norman        | 2               | 2000-06-12            | 244-177 | 12     | 6       |
| 5.  | Thomas Enqvist       | 4               | 1999-11-15            | 447-297 | 19     | 7       |
| 6.  | Robin Söderling      | 4               | 2010-11-15            | 310-170 | 10     | 10      |
| 7.  | Jonas Björkman       | 4               | 1997-11-03            | 414-362 | 6      | 5       |
| 8.  | Anders Jarryd        | 5               | 1985-07-22            | 396-261 | 8      | 16      |
| 9.  | Kent Carlsson        | 6               | 1988-09-19            | 160-54  | 9      | 8       |
| 10. | Henrik Sundström     | 6               | 1984-10-08            | 154-109 | 5      | 8       |
| 11. | Joakim Nyström       | 7               | 1986-03-31            | 265-142 | 13     | 5       |
| 12. | Thomas Johansson     | 7               | 2002-06-10            | 357-296 | 9      | 5       |
| 13. | Joachim Johansson    | 9               | 2005-02-14            | 72-59   | 3      | 0       |
| 14. | Magnus Gustafsson    | 10              | 1991-07-29            | 415-260 | 14     | 12      |
| 15. | Magnus Larsson       | 10              | 1995-04-17            | 310-221 | 7      | 8       |
| 16. | Jonas Svensson       | 10              | 1991-03-25            | 258-204 | 5      | 9       |
| 17. | Mikael Pernfors      | 10              | 1986-09-22            | 140-114 | 3      | 2       |
| 18. | Henrik Holm          | 17              | 1993-07-05            | 96-210  | 0      | 2       |
| 19. | Ulf Stenland         | 23              | 1987-04-27            | 52-44   | 1      | 0       |
| 20. | Peter Lundgren       | 25              | 1985-12-16            | 119-136 | 3      | 3       |
| 21. | Jan Gunnarsson       | 25              | 1985-12-09            | 188-204 | 1      | 4       |
| 22. | Nicklas Kulti        | 32              | 1993-05-03            | 154-182 | 3      | 4       |
| 23. | Christian Bergstrom  | 32              | 1992-01-27            | 161-162 | 0      | 2       |
| 24. | Andreas Vinciguerra  | 33              | 2001-11-05            | 87-103  | 1      | 3       |
| 25. | Thomas Hogsted       | 38              | 1983-09-19            | 90-154  | 1      | 0       |
| 26. | Mikael Tillström     | 39              | 1996-10-14            | 112-113 | 1      | 4       |
| 27. | Ove Nils Bengtson    | 43              | 1976-11-22            | 109-163 | 0      | 0       |
| 28. | Hans Simonsson       | 45              | 1982-12-10            | 43-73   | 0      | 0       |
| 29. | Niclas Kroon         | 46              | 1989-12-11            | 48-65   | 1      | 0       |
| 30. | Kjell Johansson      | 49              | 1978-07-12            | 114-141 | 1      | 3       |
| 31. | Stefan Simonsson     | 49              | 1983-08-08            | 99-123  | 0      | 1       |
| 32. | Mikael Ymer          | 50              | 2023-04-17            | 74-81   | 0      | 1       |
| 33. | Leif Johansson       | 51              | 1973-08-23            | 15-21   | 0      | 0       |
| 34. | Jan Apell            | 62              | 1995-07-31            | 44-68   | 0      | 1       |
| 35. | Lars-Anders Wahlgren | 66              | 1990-01-29            | 23-50   | 0      | 1       |
| 36. | Lars Jonsson         | 67              | 1991-10-07            | 86-131  | 0      | 1       |
| 37. | Per Hjertquist       | 68              | 1980-12-22            | 59-73   | 1      | 2       |
| 38. | Tomas Nydahl         | 72              | 1998-05-04            | 34-62   | 0      | 0       |
| 39. | Stefan Eriksson      | 72              | 1987-03-23            | 19-34   | 0      | 1       |
| 40. | Johan Carlsson       | 81              | 1987-06-22            | 55-77   | 0      | 1       |
| 41. | Patrick Fredriksson  | 84              | 1997-01-13            | 9-30    | 0      | 0       |
| 42. | Birger Andersson     | 88              | 1975-06-26            | 34-69   | 0      | 0       |
| 43. | Tobias Svantesson    | 89              | 1988-10-10            | 11-23   | 0      | 0       |
| 44. | Rolf Norberg         | 90              | 1977-07-02            | 22-46   | 0      | 0       |
| 45. | Jan Norback          | 98              | 1981-03-02            | 36-76   | 1      | 0       |
| 46. | Christer Allgardh    | 101             | 1988-10-03            | 14-24   | 0      | 0       |
| 47. | Magnus Tideman       | 100             | 1983-01-17            | 14-35   | 0      | 0       |
| 48. | Elias Ymer           | 105             | 2018-06-11            | 42-76   | 0      | 0       |
| 49. | Fredrik Jonsson      | 108             | 2000-07-17            | 8-28    | 0      | 0       |
| 50. | Jörgen Windahl       | 108             | 1987-08-10            | 2-11    | 0      | 0       |
| 51. | David Engel          | 114             | 1990-11-05            | 24-48   | 0      | 0       |
| 52. | Tenny Svensson       | 117             | 1973-10-15            | 32-83   | 0      | 0       |
| 53. | Peter Carlsson       | 119             | 1987-04-13            | 10-22   | 0      | 0       |
| 54. | Peter Lindgren       | 119             | 1988-05-02            | 4-18    | 0      | 0       |
| 55. | Jan-Erik Lundqvist   | 123             | 1975-03-05            | 31-25   | 0      | 0       |
| 56. | Johan Settergren     | 130             | 2001-10-29            | 2-4     | 0      | 0       |
| 57. | Bo Holmström         | 137             | 1973-11-26            | 2-8     | 0      | 0       |
| 58. | Nicklas Utgren       | 138             | 1989-11-20            | 7-13    | 0      | 0       |
| 59. | Thomas Haldin        | 138             | 1989-07-24            | 2-11    | 0      | 0       |
| 60. | Ronnie Båthman       | 139             | 1988-03-24            | 9-26    | 0      | 0       |
| 61. | Olle Palmer          | 140             | 1973-11-26            | 3-6     | 0      | 0       |
| 62. | Bjorn Rehnquist      | 146             | 2002-12-09            | 4-11    | 0      | 0       |

Bijgewerkt t/m 09-06-2024

#### Vooropen tijdperk
| Nr. | Speler              | Hoogste TB ranking | Datum hoogste ranking | W-V     | Titels | Finales |
| --- | ------------------- | ------------------ | --------------------- | ------- | ------ | ------- |
| 1.  | Sven Davidson       | 4                  | 1956-04-02            | 542-171 | 50     | 27      |
| 2.  | Kalle Schröder      | 13                 | 1937-03-29            | 121-59  | 9      | 8       |
| 3.  | Jan-Erik Lundqvist  | 15                 | 1959-09-28            | 403-138 | 29     | 16      |
| 4.  | Ulf Schmidt         | 16                 | 1958-12-29            | 333-167 | 16     | 21      |
| 5.  | Lennart Bergelin    | 16                 | 1947-10-06            | 219-98  | 13     | 8       |
| 6.  | Torsten Johansson   | 20                 | 1947-10-06            | 228-127 | 6      | 20      |
| 7.  | Carl-Erik von Braun | 44                 | 1925-09-28            | 52-35   | 0      | 2       |
| 8.  | Staffan Stockenberg | 62                 | 1954-03-29            | 58-66   | 0      | 3       |
| 9.  | Bengt Axelsson      | 71                 | 1951-10-01            | 34-38   | 0      | 0       |
| 10. | Gunnar Setterwall   | 75                 | 1904-07-18            | 27-13   | 2      | 4       |
| 11. | Wollmar Boström     | 76                 | 1905-07-17            | 23-19   | 1      | 0       |
| 12. | Börje Fornstedt     | 81                 | 1948-12-27            | 18-18   | 0      | 0       |
| 13. | Birger Folke        | 91                 | 1967-07-17            | 28-33   | 1      | 0       |
| 14. | Pontus Qvarnstrom   | 92                 | 1903-12-28            | 5-5     | 0      | 1       |
| 15. | Aake Eliason        | 113                | 1949-07-18            | 18-19   | 0      | 0       |
| 16. | Sune Malmström      | 119                | 1924-03-31            | 33-30   | 0      | 1       |
| 17. | Nils Rohlsson       | 119                | 1948-10-04            | 28-32   | 0      | 1       |
| 18. | Kenneth Andersson   | 128                | 1967-04-03            | 30-38   | 0      | 0       |
| 19. | Carl Nordenson      | 136                | 1902-07-14            | 11-13   | 0      | 0       |
| 20. | Thomas Hallberg     | 150                | 1959-07-13            | 17-31   | 0      | 0       |

### Finaleplaatsen

#### Enkelspel (open tijdperk)
| Legenda                       | Legenda               |
| ----------------------------- | --------------------- |
| Grand Slam                    |                       |
| Olympische Spelen             |                       |
| tot 2009                      | vanaf 2009            |
| Tennis Masters Cup            | ATP Finals            |
| ATP Masters Series            | ATP Tour Masters 1000 |
| ATP International Series Gold | ATP Tour 500          |
| ATP International Series      | ATP Tour 250          |

| Nr.                                             | Datum             | Toernooi                     | Ondergrond    | Winnaar                 | Tegenstander in finale   | Score                         | Details |
| ----------------------------------------------- | ----------------- | ---------------------------- | ------------- | ----------------------- | ------------------------ | ----------------------------- | ------- |
| Gewonnen finales                                |                   |                              |               |                         |                          |                               |         |
| 1.                                              | 12 januari 1974   | Auckland                     | Gras          | Björn Borg (1)          | Onny Parun               | 6-4, 6-3, 6-1                 |         |
| 2.                                              | 24 februari 1974  | WCT Londen                   | Hardcourt (i) | Björn Borg (2)          | Mark Cox                 | 6-7, 7-6, 6-4                 |         |
| 3.                                              | 17 maart 1974     | WCT São Paulo                | Tapijt (i)    | Björn Borg (3)          | Arthur Ashe              | 6-2, 3-6, 6-3                 |         |
| 4.                                              | 2 juni 1974       | Rome                         | Gravel        | Björn Borg (4)          | Ilie Năstase             | 6-3, 6-4, 6-2                 |         |
| 5.                                              | 16 juni 1974      | Roland Garros                | Gravel        | Björn Borg (5)          | Manuel Orantes           | 2-6, 6-7, 6-0, 6-1, 6-1       | Details |
| 6.                                              | 14 juli 1974      | Båstad                       | Gravel        | Björn Borg (6)          | Adriano Panatta          | 6-3, 6-0, 6-7, 6-3            |         |
| 7.                                              | 25 augustus 1974  | Boston                       | Gravel        | Björn Borg (7)          | Tom Okker                | 7-6, 6-1, 6-1                 |         |
| 8.                                              | 7 december 1974   | Adelaide                     | Gras          | Björn Borg (8)          | Onny Parun               | 6-4, 6-4, 3-6, 6-2            |         |
| 9.                                              | 2 februari 1975   | WCT Richmond                 | Tapijt (i)    | Björn Borg (9)          | Arthur Ashe              | 4-6, 6-4, 6-4                 |         |
| 10.                                             | 12 februari 1975  | WCT Bologna                  | Tapijt (i)    | Björn Borg (10)         | Arthur Ashe              | 7-6, 4-6, 7-6                 |         |
| 11.                                             | 15 juni 1975      | Roland Garros                | Gravel        | Björn Borg (11)         | Guillermo Vilas          | 6-2, 6-3, 6-4                 | Details |
| 12.                                             | 25 augustus 1975  | Boston                       | Gravel        | Björn Borg (12)         | Guillermo Vilas          | 6-3, 6-4, 6-2                 |         |
| 13.                                             | 19 oktober 1975   | Barcelona                    | Gravel        | Björn Borg (13)         | Adriano Panatta          | 1-6, 7-6, 6-3, 6-2            |         |
| 14.                                             | 15 februari 1976  | WCT Toronto                  | Tapijt (i)    | Björn Borg (14)         | Vitas Gerulaitis         | 2-6, 6-3, 6-1                 |         |
| 15.                                             | 4 april 1976      | WCT São Paulo                | Tapijt (i)    | Björn Borg (15)         | Guillermo Vilas          | 7-6, 6-2                      |         |
| 16.                                             | 9 mei 1976        | WCT Finals Dallas            | Tapijt (i)    | Björn Borg (16)         | Guillermo Vilas          | 1-6, 6-1, 7-5, 6-1            |         |
| 17.                                             | 30 mei 1976       | Düsseldorf                   | Gravel        | Björn Borg (17)         | Manuel Orantes           | 6-2, 6-2, 6-0                 |         |
| 18.                                             | 3 juli 1976       | Wimbledon                    | Gras          | Björn Borg (18)         | Ilie Năstase             | 6-4, 6-2, 9-7                 | Details |
| 19.                                             | 30 augustus 1976  | Boston                       | Gravel        | Björn Borg (19)         | Harold Solomon           | 6-7, 6-4, 6-1, 6-2            |         |
| 20.                                             | 23 januari 1977   | Boca Raton                   | Gravel        | Björn Borg (20)         | Jimmy Connors            | 6-4, 5-7, 6-3                 |         |
| 21.                                             | 6 maart 1977      | Memphis                      | Tapijt (i)    | Björn Borg (21)         | Brian Gottfried          | 6-4, 6-3, 4-6, 7-5            |         |
| 22.                                             | 3 april 1977      | Nice                         | Gravel        | Björn Borg (22)         | Guillermo Vilas          | 6-4, 1-6, 6-2, 6-0            |         |
| 23.                                             | 10 april 1977     | WCT Monte Carlo              | Gravel        | Björn Borg (23)         | Corrado Barazzutti       | 6-3, 7-5, 6-0                 |         |
| 24.                                             | 24 april 1977     | Denver                       | Tapijt (i)    | Björn Borg (24)         | Brian Gottfried          | 7-5, 6-2                      |         |
| 25.                                             | 2 juli 1977       | Wimbledon                    | Gras          | Björn Borg (25)         | Jimmy Connors            | 3-6, 6-2, 6-1, 5-7, 6-4       | Details |
| 26.                                             | 16 oktober 1977   | Madrid                       | Gravel        | Björn Borg (26)         | Jaime Fillol             | 6-3, 6-0, 6-7, 7-6            |         |
| 27.                                             | 23 oktober 1977   | Barcelona                    | Gravel        | Björn Borg (27)         | Manuel Orantes           | 6-2, 7-5, 6-2                 |         |
| 28.                                             | 30 oktober 1977   | Bazel                        | Tapijt (i)    | Björn Borg (28)         | John Lloyd               | 6-4, 6-2, 6-3                 |         |
| 29.                                             | 6 november 1977   | Keulen                       | Tapijt (i)    | Björn Borg (29)         | Wojtek Fibak             | 2-6, 7-5, 6-3                 |         |
| 30.                                             | 20 november 1977  | WCT Londen                   | Hardcourt (i) | Björn Borg (30)         | John Lloyd               | 6-4, 6-4, 6-3                 |         |
| 31.                                             | 29 december 1977  | Zürich                       | Hardcourt     | Jan Norbäck (1)         | Jacek Niedźwiedzki       | 7-5, 6-2                      |         |
| 31.                                             | 15 januari 1978   | WCT Birmingham               | Tapijt (i)    | Björn Borg (31)         | Dick Stockton            | 7-6, 7-5                      |         |
| 32.                                             | 22 januari 1978   | Boca Raton                   | Gravel        | Björn Borg (32)         | Jimmy Connors            | 7-6, 3-6, 6-1                 |         |
| 33.                                             | 6 maart 1978      | Lagos                        | Gravel        | Kjell Johansson (1)     | Robin Drysdale           | 9-8, 6-3                      |         |
| 34.                                             | 26 maart 1978     | Las Vegas                    | Tapijt (i)    | Björn Borg (33)         | Vitas Gerulaitis         | 6-5, 5-6, 6-4, 6-5            |         |
| 35.                                             | 2 april 1978      | WCT Milaan                   | Tapijt (i)    | Björn Borg (34)         | Vitas Gerulaitis         | 6-3, 6-3                      |         |
| 36.                                             | 28 mei 1978       | Rome                         | Gravel        | Björn Borg (35)         | Adriano Panatta          | 1-6, 6-3, 6-1, 4-6, 6-3       |         |
| 37.                                             | 11 juni 1978      | Roland Garros                | Gravel        | Björn Borg (36)         | Guillermo Vilas          | 6-1, 6-1, 6-3                 | Details |
| 38.                                             | 8 juli 1978       | Wimbledon                    | Gras          | Björn Borg (37)         | Jimmy Connors            | 6-2, 6-2, 6-3                 | Details |
| 39.                                             | 23 juli 1978      | Båstad                       | Gravel        | Björn Borg (38)         | Corrado Barazzutti       | 6-1, 6-2                      |         |
| 40.                                             | 5 november 1978   | Tokio                        | Tapijt (i)    | Björn Borg (39)         | Brian Teacher            | 6-3, 6-4                      |         |
| 41.                                             | 4 februari 1979   | Richmond                     | Tapijt (i)    | Björn Borg (40)         | Guillermo Vilas          | 6-3, 6-1                      |         |
| 42.                                             | 11 februari 1979  | Boca Raton                   | Gravel        | Björn Borg (41)         | Jimmy Connors            | 6-2, 6-3                      |         |
| 43.                                             | 8 april 1979      | Rotterdam                    | Tapijt (i)    | Björn Borg (42)         | John McEnroe             | 6-4, 6-2                      |         |
| 44.                                             | 15 april 1979     | Monte Carlo                  | Gravel        | Björn Borg (43)         | Vitas Gerulaitis         | 6-2, 6-1, 6-3                 |         |
| 45.                                             | 29 april 1979     | Las Vegas                    | Hardcourt     | Björn Borg (44)         | Jimmy Connors            | 6-3, 6-2                      |         |
| 46.                                             | 11 juni 1979      | Roland Garros                | Gravel        | Björn Borg (45)         | Víctor Pecci             | 6-3, 6-1, 6-7, 6-4            | Details |
| 47.                                             | 7 juli 1979       | Wimbledon                    | Gras          | Björn Borg (46)         | Roscoe Tanner            | 6-7, 6-1, 3-6, 6-3, 6-4       | Details |
| 48.                                             | 22 juli 1979      | Båstad                       | Gravel        | Björn Borg (47)         | Balázs Taróczy           | 6-1, 7-5                      |         |
| 49.                                             | 19 augustus 1979  | Toronto                      | Hardcourt     | Björn Borg (48)         | John McEnroe             | 6-3, 6-3                      |         |
| 50.                                             | 23 september 1979 | Palermo                      | Gravel        | Björn Borg (49)         | Corrado Barazzutti       | 6-4, 6-0, 6-4                 |         |
| 51.                                             | 4 november 1979   | Tokio                        | Tapijt (i)    | Björn Borg (50)         | Jimmy Connors            | 6-2, 6-2                      |         |
| 52.                                             | 9 december 1979   | WCT Montréal                 | Tapijt (i)    | Björn Borg (51)         | Jimmy Connors            | 6-4, 6-2, 2-6, 6-4            |         |
| 53.                                             | 13 januari 1980   | The Masters                  | Tapijt (i)    | Björn Borg (52)         | Vitas Gerulaitis         | 6-2, 6-2                      |         |
| 54.                                             | 15 december 1980  | Sofia                        | Tapijt (i)    | Per Hjertquist (1)      | Vadim Borisov            | 6-3, 6-2, 7-5                 |         |
| 55.                                             | 10 februari 1980  | Boca Raton                   | Gravel        | Björn Borg (53)         | Vitas Gerulaitis         | 6-1, 5-7, 6-1                 |         |
| 56.                                             | 24 februari 1980  | WCT Salisbury                | Tapijt (i)    | Björn Borg (54)         | Vijay Amritraj           | 7-5, 6-1, 6-3                 |         |
| 57.                                             | 30 maart 1980     | Nice                         | Gravel        | Björn Borg (55)         | Manuel Orantes           | 6-2, 6-0, 6-1                 |         |
| 58.                                             | 6 april 1980      | Monte Carlo                  | Gravel        | Björn Borg (56)         | Guillermo Vilas          | 6-1, 6-0, 6-2                 |         |
| 59.                                             | 27 april 1980     | Las Vegas                    | Hardcourt     | Björn Borg (57)         | Harold Solomon           | 6-3, 6-1                      |         |
| 60.                                             | 8 juni 1980       | Roland Garros                | Gravel        | Björn Borg (58)         | Vitas Gerulaitis         | 6-4, 6-1, 6-2                 | Details |
| 61.                                             | 6 juli 1980       | Wimbledon                    | Gras          | Björn Borg (59)         | John McEnroe             | 1-6, 7-5, 6-3, 6-7, 8-6       | Details |
| 62.                                             | 10 november 1980  | Stockholm                    | Tapijt (i)    | Björn Borg (60)         | John McEnroe             | 6-3, 6-4                      |         |
| 63.                                             | 18 januari 1981   | The Masters                  | Tapijt (i)    | Björn Borg (61)         | Ivan Lendl               | 6-4, 6-2, 6-2                 |         |
| 64.                                             | 7 juni 1981       | Roland Garros                | Gravel        | Björn Borg (62)         | Ivan Lendl               | 6-1, 4-6, 6-2, 3-6, 6-1       | Details |
| 65.                                             | 19 juli 1981      | Stuttgart                    | Gravel        | Björn Borg (63)         | Ivan Lendl               | 1-6, 7-6, 6-2, 6-4            |         |
| 66.                                             | 27 september 1981 | Genève                       | Gravel        | Björn Borg (64)         | Tomáš Šmíd               | 6-4, 6-3                      |         |
| 67.                                             | 8 maart 1982      | Linz                         | Gravel        | Anders Järryd (1)       | José Higueras            | 6-4, 4-6, 6-4                 |         |
| 68.                                             | 6 juni 1982       | Roland Garros                | Gravel        | Mats Wilander (1)       | Guillermo Vilas          | 1-6, 7-6(6), 6-0, 6-4         | Details |
| 69.                                             | 18 juli 1982      | Båstad                       | Gravel        | Mats Wilander (2)       | Henrik Sundström         | 6-4, 6-4                      |         |
| 70.                                             | 26 september 1982 | Genève                       | Gravel        | Mats Wilander (3)       | Tomáš Šmíd               | 7-5, 4-6, 6-4                 |         |
| 71.                                             | 10 oktober 1982   | Barcelona                    | Gravel        | Mats Wilander (4)       | Guillermo Vilas          | 6-3, 6-4, 6-3                 |         |
| 72.                                             | 2 januari 1983    | Ancona                       | Tapijt (i)    | Anders Järryd (2)       | Mike De Palmer           | 6-3, 6-2                      |         |
| 73.                                             | 21 maart 1983     | Nice                         | Gravel        | Henrik Sundström (1)    | Manuel Orantes           | 7-5, 4-6, 6-3                 |         |
| 74.                                             | 28 maart 1983     | Monte Carlo                  | Gravel        | Mats Wilander (5)       | Mel Purcell              | 6-1, 6-2, 6-3                 |         |
| 75.                                             | 10 april 1983     | Lissabon                     | Gravel        | Mats Wilander (6)       | Yannick Noah             | 2-6, 7-6(2), 6-4              |         |
| 76.                                             | 11 april 1983     | Aix-en-Provence              | Gravel        | Mats Wilander (7)       | Sergio Casal             | 6-3, 6-2                      |         |
| 77.                                             | 18 juli 1983      | Båstad                       | Gravel        | Mats Wilander (8)       | Anders Järryd            | 6-1, 6-2                      |         |
| 87.                                             | 21 augustus 1983  | Cincinnati                   | Hardcourt     | Mats Wilander (9)       | John McEnroe             | 6-4, 6-4                      |         |
| 88.                                             | 25 september 1983 | Genève                       | Gravel        | Mats Wilander (10)      | Henrik Sundström         | 3-6, 6-1, 6-3                 |         |
| 89.                                             | 9 oktober 1983    | Barcelona                    | Gravel        | Mats Wilander (11)      | Guillermo Vilas          | 6-0, 6-3, 6-1                 |         |
| 90.                                             | 19 oktober 1983   | Australian Open              | Gras          | Mats Wilander (13)      | Ivan Lendl               | 6-1, 6-4, 6-4                 | Details |
| 91.                                             | 6 november 1983   | Stockholm                    | Hardcourt (i) | Mats Wilander (12)      | Tomáš Šmíd               | 6-1, 7-5                      |         |
| 92.                                             | 14 november 1983  | Ferrara                      | Tapijt (i)    | Thomas Högstedt (1)     | Butch Walts              | 6-4, 6-4                      |         |
| 93.                                             | 12 december 1983  | ATP Sydney                   | Gras          | Joakim Nyström (1)      | Mike Bauer               | 2-6, 6-3, 6-1                 | Details |
| 94.                                             | 25 maart 1984     | Milaan                       | Tapijt (i)    | Stefan Edberg (1)       | Mats Wilander            | 6-4, 6-2                      |         |
| 95.                                             | 2 april 1984      | Bari                         | Gravel        | Henrik Sundström (2)    | Pedro Rebolledo          | 7-5, 6-4                      |         |
| 96.                                             | 16 april 1984     | Monte Carlo                  | Gravel        | Henrik Sundström (3)    | Mats Wilander            | 6-3, 7-5, 6-2                 |         |
| 97.                                             | 9 juni 1984       | ATP Gstaad                   | Gravel        | Joakim Nyström (2)      | Brian Teacher            | 6-4, 6-2                      | Details |
| 98.                                             | 30 juni 1984      | ATP North Conway             | Gravel        | Joakim Nyström (3)      | Tim Wilkison             | 6-2, 7-5                      | Details |
| 99.                                             | 16 juli 1984      | Båstad                       | Gravel        | Henrik Sundström (4)    | Anders Järryd            | 3-6, 7-5, 6-3                 |         |
| 100.                                            | 29 juli 1984      | Hilversum                    | Gravel        | Anders Järryd (3)       | Tomáš Šmíd               | 6-3, 6-3, 2-6, 6-2            |         |
| 101.                                            | 26 augustus 1984  | Cincinnati                   | Hardcourt     | Mats Wilander (14)      | Anders Järryd            | 7-6(4), 6-3                   |         |
| 102.                                            | 7 oktober 1984    | Barcelona                    | Gravel        | Mats Wilander (15)      | Joakim Nyström           | 7-6, 6-4, 0-6, 6-2            |         |
| 103.                                            | 8 oktober 1984    | ATP Bazel                    | Tapijt (i)    | Joakim Nyström (4)      | Tim Wilkison             | 6-3, 3-6, 6-4, 6-2            | Details |
| 104.                                            | 14 oktober 1984   | Sydney indoor                | Hardcourt (i) | Anders Järryd (4)       | Ivan Lendl               | 6-3, 6-2, 6-4                 |         |
| 105.                                            | 15 oktober 1984   | ATP Keulen                   | Tapijt (i)    | Joakim Nyström (5)      | Miloslav Mečíř           | 7-6, 6-2                      | Details |
| 106.                                            | 9 december 1984   | Australian Open              | Gras          | Mats Wilander (16)      | Kevin Curren             | 6-7(5), 6-4, 7-6(4), 6-2      | Details |
| 107.                                            | 4 februari 1985   | Memphis                      | Tapijt (i)    | Stefan Edberg (2)       | Yannick Noah             | 6-1, 6-0                      |         |
| 108.                                            | 17 maart 1985     | Brussel                      | Tapijt (i)    | Anders Järryd (5)       | Mats Wilander            | 6-4, 3-6, 7-5                 |         |
| 109.                                            | 6 mei 1985        | ATP München                  | Gravel        | Joakim Nyström (6)      | Hans Schwaier            | 6-1, 6-0                      | Details |
| 110.                                            | 8 juni 1985       | ATP Gstaad                   | Gravel        | Joakim Nyström (7)      | Andreas Maurer           | 6-4, 1-6, 7-5, 6-3            | Details |
| 111.                                            | 9 juni 1985       | Roland Garros                | Gravel        | Mats Wilander (17)      | Ivan Lendl               | 3-6, 6-4, 6-2, 6-2            | Details |
| 112.                                            | 14 juli 1985      | Boston                       | Gravel        | Mats Wilander (18)      | Martín Jaite             | 6-2, 6-4                      |         |
| 113.                                            | 21 juli 1985      | Båstad                       | Gravel        | Mats Wilander (19)      | Stefan Edberg            | 6-1, 6-0                      |         |
| 114.                                            | 30 september 1985 | San Francisco                | Tapijt (i)    | Stefan Edberg (3)       | Johan Kriek              | 6-4, 6-2                      |         |
| 115.                                            | 21 oktober 1985   | Bazel                        | Hardcourt (i) | Stefan Edberg (4)       | Yannick Noah             | 6-7(7), 6-4, 7-6(5), 6-1      |         |
| 116.                                            | 27 oktober 1985   | Keulen                       | Hardcourt (i) | Peter Lundgren (1)      | Ramesh Krishnan          | 6-3, 6-2                      |         |
| 117.                                            | 24 november 1985  | Wenen                        | Tapijt (i)    | Jan Gunnarsson (1)      | Libor Pimek              | 6-7, 6-2, 6-4, 1-6, 7-5       |         |
| 118.                                            | 9 december 1985   | Australian Open              | Gras          | Stefan Edberg (5)       | Mats Wilander            | 6-4, 6-3, 6-3                 |         |
| 119.                                            | 3 februari 1986   | ATP Toronto Indoor           | Tapijt (i)    | Joakim Nyström (8)      | Milan Šrejber            | 6-1, 6-4                      | Details |
| 120.                                            | 24 februari 1986  | ATP La Quinta                | Hardcourt (i) | Joakim Nyström (9)      | Yannick Noah             | 6-1, 6-3, 6-2                 | Details |
| 121.                                            | 23 maart 1986     | Brussel                      | Tapijt (i)    | Mats Wilander (20)      | Broderick Dyke           | 6-2, 6-3                      |         |
| 122.                                            | 24 maart 1986     | ATP Rotterdam                | Tapijt (i)    | Joakim Nyström (10)     | Anders Järryd            | 6-0, 6-3                      | Details |
| 123.                                            | 31 maart 1986     | Keulen                       | Hardcourt (i) | Jonas Svensson (1)      | Stefan Eriksson          | 6-7, 6-2, 6-2                 |         |
| 124.                                            | 7 april 1986      | Bari                         | Gravel        | Kent Carlsson (1)       | Horacio de la Peña       | 7-5, 6-7, 7-5                 |         |
| 125.                                            | 13 april 1986     | Dallas                       | Tapijt (i)    | Anders Järryd (6)       | Boris Becker             | 6-7, 6-1, 6-1, 6-4            |         |
| 126.                                            | 21 april 1986     | ATP Monte-Carlo              | Gravel        | Joakim Nyström (11)     | Yannick Noah             | 6-3, 6-2                      | Details |
| 127.                                            | 28 april 1986     | ATP Madrid                   | Gravel        | Joakim Nyström (12)     | Kent Carlsson            | 6-1, 6-1                      | Details |
| 128.                                            | 14 juli 1986      | Gstaad                       | Gravel        | Stefan Edberg (6)       | Roland Stadler           | 7-5, 4-6, 6-1, 4-6, 6-2       |         |
| 129.                                            | 16 juni 1986      | Athena                       | Gravel        | Henrik Sundström (5)    | Francisco Maciel         | 6-0, 7-5                      |         |
| 130.                                            | 24 augustus 1986  | Cincinnati                   | Hardcourt     | Mats Wilander (21)      | Jimmy Connors            | 6-4, 6-1                      |         |
| 131.                                            | 22 september 1986 | Barcelona                    | Gravel        | Kent Carlsson (2)       | Andreas Maurer           | 6-2, 6-2, 6-0                 |         |
| 132.                                            | 5 oktober 1986    | Palermo                      | Gravel        | Ulf Stenlund (1)        | Pablo Arraya             | 6-2, 6-3                      |         |
| 133.                                            | 20 oktober 1986   | Bazel                        | Hardcourt (i) | Stefan Edberg (7)       | Yannick Noah             | 7-6(5), 6-2, 6-7(7), 7-6(5)   |         |
| 134.                                            | 10 november 1986  | Stockholm                    | Hardcourt (i) | Stefan Edberg (8)       | Mats Wilander            | 6-2, 6-1, 6-1                 |         |
| 135.                                            | 26 januari 1987   | Australian Open              | Gras          | Stefan Edberg (9)       | Pat Cash                 | 6-3, 6-4, 3-6, 5-7, 6-3       |         |
| 136.                                            | 16 februari 1987  | Memphis                      | Hardcourt (i) | Stefan Edberg (10)      | Jimmy Connors            | 6-3, 2-1, opgave              |         |
| 137.                                            | 23 maart 1987     | Rotterdam                    | Tapijt (i)    | Stefan Edberg (11)      | John McEnroe             | 3-6, 6-3, 6-1                 |         |
| 138.                                            | 29 maart 1987     | Brussel                      | Tapijt (i)    | Mats Wilander (22)      | John McEnroe             | 6-3, 6-4                      |         |
| 139.                                            | 13 april 1987     | Nice                         | Gravel        | Kent Carlsson (3)       | Emilio Sánchez           | 7-6(9), 6-3                   |         |
| 140.                                            | 20 april 1987     | Tokio                        | Hardcourt     | Stefan Edberg (12)      | David Pate               | 7-6(2), 6-4                   |         |
| 141.                                            | 26 april 1987     | Monte Carlo                  | Gravel        | Mats Wilander (23)      | Jimmy Arias              | 4-6, 7-5, 6-1, 6-3            |         |
| 142.                                            | 17 mei 1987       | Rome                         | Gravel        | Mats Wilander (24)      | Martín Jaite             | 6-3, 6-4, 6-4                 |         |
| 143.                                            | 27 juni 1987      | ATP Båstad                   | Gravel        | Joakim Nyström (13)     | Stefan Edberg            | 4-6, 6-0, 6-3                 | Details |
| 144.                                            | 12 juli 1987      | Boston                       | Gravel        | Mats Wilander (25)      | Kent Carlsson            | 7-6(5), 6-1                   |         |
| 145.                                            | 19 juli 1987      | Indianapolis                 | Gravel        | Mats Wilander (26)      | Kent Carlsson            | 7-5, 6-3                      |         |
| 146.                                            | 8 juni 1987       | Bologna                      | Gravel        | Kent Carlsson (4)       | Emilio Sánchez           | 6-2, 6-1                      | Details |
| 147.                                            | 24 augustus 1987  | Cincinnati                   | Hardcourt     | Stefan Edberg (13)      | Boris Becker             | 6-4, 6-1                      |         |
| 148.                                            | 30 augustus 1987  | Rye Brook                    | Gravel        | Peter Lundgren (2)      | John Ross                | 6-7, 7-5, 6-3                 |         |
| 149.                                            | 3 oktober 1987    | San Francisco                | Tapijt (i)    | Peter Lundgren (3)      | Jim Pugh                 | 7-6, 6-1                      |         |
| 150.                                            | 19 oktober 1987   | Wenen                        | Hardcourt (i) | Jonas Svensson (2)      | Amos Mansdorf            | 1-6, 1-6, 6-2, 6-3, 7-5       |         |
| 151.                                            | 26 oktober 1987   | Tokio (indoor)               | Tapijt (i)    | Stefan Edberg (14)      | Ivan Lendl               | 6-7(7), 6-4, 6-4              |         |
| 152.                                            | 9 november 1987   | Stockholm                    | Hardcourt (i) | Stefan Edberg (15)      | Jonas Svensson           | 7-5, 6-2, 4-6, 6-4            |         |
| 150.                                            | 24 januari 1988   | Australian Open              | Hardcourt     | Mats Wilander (27)      | Pat Cash                 | 6-3, 6-7(3), 3-6, 6-1, 8-6    | Details |
| 151.                                            | 15 februari 1988  | Rotterdam                    | Tapijt (i)    | Stefan Edberg (16)      | Miloslav Mečíř           | 7-6(5), 6-2                   |         |
| 152.                                            | 22 februari 1988  | Metz                         | Tapijt (i)    | Jonas Svensson (3)      | Michiel Schapers         | 6-2, 6-4                      |         |
| 153.                                            | 27 maart 1988     | Key Biscane                  | Hardcourt     | Mats Wilander (28)      | Jimmy Connors            | 6-4, 4-6, 6-4, 6-4            |         |
| 154.                                            | 11 april 1988     | Madrid                       | Gravel        | Kent Carlsson (5)       | Fernando Luna            | 6-2, 6-1                      |         |
| 155.                                            | 25 april 1988     | Hamburg                      | Gravel        | Kent Carlsson (6)       | Henri Leconte            | 6-2, 6-1, 6-4                 |         |
| 156.                                            | 5 juni 1988       | Roland Garros                | Gravel        | Mats Wilander (29)      | Henri Leconte            | 7-5, 6-2, 6-1                 | Details |
| 157.                                            | 4 juli 1988       | Wimbledon                    | Gras          | Stefan Edberg (17)      | Boris Becker             | 4-6, 7-6(2), 6-4, 6-2         |         |
| 158.                                            | 1 augustus 1988   | Kitzbühel                    | Gravel        | Kent Carlsson (7)       | Emilio Sánchez           | 6-1, 6-1, 4-6, 4-6, 6-3       |         |
| 159.                                            | 8 augustus 1988   | Saint-Vincent                | Gravel        | Kent Carlsson (8)       | Thierry Champion         | 6-0, 6-2                      | Details |
| 160.                                            | 21 augustus 1988  | Cincinnati                   | Hardcourt     | Mats Wilander (30)      | Stefan Edberg            | 3-6, 7-6(5), 7-6(5)           |         |
| 161.                                            | 11 september 1988 | US Open                      | Hardcourt     | Mats Wilander (31)      | Ivan Lendl               | 6-4, 4-6, 6-3, 5-7, 6-4       | Details |
| 162.                                            | 12 september 1988 | Barcelona                    | Gravel        | Kent Carlsson (9)       | Thomas Muster            | 6-3, 6-3, 3-6, 6-1            |         |
| 163.                                            | 19 september 1988 | Los Angeles                  | Hardcourt     | Mikael Pernfors (1)     | Andre Agassi             | 6-2, 7-5                      |         |
| 164.                                            | 26 september 1988 | Palermo                      | Gravel        | Mats Wilander (32)      | Kent Carlsson            | 6-1, 3-6, 6-4                 |         |
| 162.                                            | 3 oktober 1988    | Scottsdale                   | Hardcourt     | Mikael Pernfors (2)     | Glenn Layendecker        | 6-2, 6-4                      |         |
| 166.                                            | 10 oktober 1988   | Bazel                        | Hardcourt (i) | Stefan Edberg (18)      | Jakob Hlasek             | 7-5, 6-3, 3-6, 6-2            |         |
| 167.                                            | 24 april 1989     | Tokio                        | Hardcourt     | Stefan Edberg (19)      | Ivan Lendl               | 6-3, 2-6, 6-4                 |         |
| 168.                                            | 2 oktober 1989    | ATP Brisbane (indoor)        | Hardcourt (i) | Nicklas Kroon (1)       | Mark Woodforde           | 4-6, 6-2, 6-4                 |         |
| 169.                                            | 4 december 1989   | New York                     | Tapijt (i)    | Stefan Edberg (20)      | Boris Becker             | 4-6, 7-6(6), 6-3, 6-1         |         |
| 170.                                            | 12 maart 1990     | ATP Indian Wells             | Hardcourt     | Stefan Edberg (21)      | Andre Agassi             | 6-4, 5-7, 7-6(1), 7-6(6)      | Details |
| 171.                                            | 16 april 1990     | ATP Tokio                    | Hardcourt     | Stefan Edberg (22)      | Aaron Krickstein         | 6-4, 7-5                      | Details |
| 172.                                            | 17 juni 1990      | ATP Florence                 | Gravel        | Magnus Larsson (1)      | Lawson Duncan            | 6-7, 7-5, 6-0                 | Details |
| 173.                                            | 9 juli 1990       | Wimbledon                    | Gras          | Stefan Edberg (23)      | Boris Becker             | 6-2, 6-2, 3-6, 3-6, 6-4       | Details |
| 174.                                            | 6 augustus 1990   | ATP Los Angeles              | Hardcourt     | Stefan Edberg (24)      | Michael Chang            | 7-6(4), 2-6, 7-6(3)           | Details |
| 175.                                            | 13 augustus 1990  | ATP Cincinnati               | Hardcourt     | Stefan Edberg (25)      | Brad Gilbert             | 6-1, 6-1                      | Details |
| 176.                                            | 27 augustus 1990  | ATP Long Island              | Hardcourt     | Stefan Edberg (26)      | Goran Ivanišević         | 7-6(3), 6-3                   | Details |
| 177.                                            | 1 oktober 1990    | ATP Toulouse                 | Hardcourt     | Jonas Svensson (4)      | Fabrice Santoro          | 7-6(5), 6-2                   | Details |
| 178.                                            | 21 oktober 1990   | ATP Wenen                    | Tapijt (i)    | Anders Järryd (7)       | Horst Skoff              | 6-3, 6-3, 6-1                 | Details |
| 179.                                            | 5 november 1990   | ATP Parijs                   | Tapijt (i)    | Stefan Edberg (27)      | Boris Becker             | 3-3, opgave                   | Details |
| 180.                                            | 11 november 1990  | ATP Itaparica                | Hardcourt     | Mats Wilander (33)      | Marcelo Filippini        | 6-1, 6-2                      | Details |
| 181.                                            | 6 januari 1991    | ATP Adelaide                 | Hardcourt     | Nicklas Kulti (1)       | Michael Stich            | 6-3, 1-6, 6-2                 | Details |
| 182.                                            | 25 februari 1991  | ATP Stuttgart                | Tapijt (i)    | Stefan Edberg (28)      | Jonas Svensson           | 6-2, 3-6, 7-5, 6-2            | Details |
| 183.                                            | 4 maart 1991      | ATP Kopenhagen               | Tapijt (i)    | Anders Järryd           | 6-7(5), 6-2, 6-2         | Details                       |         |
| 184.                                            | 15 april 1991     | ATP Tokio                    | Hardcourt     | Stefan Edberg (29)      | Ivan Lendl               | 6-1, 7-5, 6-0                 | Details |
| 185.                                            | 5 mei 1991        | ATP München                  | Gravel        | Magnus Gustafsson (1)   | Guillermo Pérez Roldán   | 3-6, 6-3, 4-3, opgave         | Details |
| 186.                                            | 17 juni 1991      | ATP Londen                   | Gras          | Stefan Edberg (30)      | David Wheaton            | 6-2, 6-3                      | Details |
| 187.                                            | 14 juli 1991      | ATP Båstad                   | Gravel        | Magnus Gustafsson (2)   | Alberto Mancini          | 6-1, 6-2                      | Details |
| 188.                                            | 28 juli 1991      | ATP Hilversum                | Gravel        | Magnus Gustafsson (3)   | Jordi Arrese             | 5-7, 7-6(2), 2-6, 6-1, 6-0    | Details |
| 189.                                            | 9 september 1991  | US open                      | Hardcourt     | Stefan Edberg (31)      | Jim Courier              | 6-2, 6-4, 6-0                 | Details |
| 190.                                            | 7 oktober 1991    | ATP Sydney                   | Hardcourt (i) | Stefan Edberg (32)      | Brad Gilbert             | 6-2, 6-2, 6-2                 | Details |
| 191.                                            | 14 oktober 1991   | ATP Tokio (indoor)           | Tapijt (i)    | Stefan Edberg (33)      | Derrick Rostagno         | 6-3, 1-6, 6-2                 | Details |
| 192.                                            | 8 maart 1992      | ATP Kopenhagen               | Tapijt (i)    | Magnus Larsson (2)      | Anders Järryd            | 6-4, 7-6(5)                   | Details |
| 193.                                            | 3 mei 1992        | ATP München                  | Gravel        | Magnus Larsson (3)      | Petr Korda               | 6-4, 4-6, 6-1                 | Details |
| 194.                                            | 11 mei 1992       | ATP Hamburg                  | Gravel        | Stefan Edberg (34)      | Michael Stich            | 5-7, 6-4, 6-1                 | Details |
| 195.                                            | 12 juli 1992      | ATP Båstad                   | Gravel        | Magnus Gustafsson (4)   | Tomás Carbonell          | 5-7, 7-5, 6-4                 | Details |
| 196.                                            | 24 augustus 1992  | ATP New Haven                | Hardcourt     | Stefan Edberg (35)      | MaliVai Washington       | 7-6(4), 6-1                   | Details |
| 197.                                            | 14 september 1992 | US Open                      | Hardcourt     | Stefan Edberg (36)      | Pete Sampras             | 3-6, 6-4, 7-6(5), 6-2         | Details |
| 198.                                            | 18 oktober 1992   | ATP Bolzano                  | Tapijt (i)    | Thomas Enqvist (1)      | Arnaud Boetsch           | 6-2, 1-6, 7-6(7)              | Details |
| 199.                                            | 10 januari 1993   | ATP Adelaide                 | Hardcourt     | Nicklas Kulti (2)       | Christian Bergström      | 3-6, 7-5, 6-4                 | Details |
| 200.                                            | 28 februari 1993  | ATP Montreal                 | Hardcourt     | Mikael Pernfors (3)     | Todd Martin              | 2-6, 6-2, 7-5                 | Details |
| 201.                                            | 28 februari 1993  | ATP Rotterdam                | Tapijt (i)    | Anders Järryd (8)       | Karel Nováček            | 6-3, 7-5                      | Details |
| 202.                                            | 26 april 1993     | ATP Madrid                   | Gravel        | Stefan Edberg (37)      | Sergi Bruguera           | 6-3, 6-3, 6-2                 | Details |
| 203.                                            | 25 juli 1993      | ATP Stuttgart                | Gravel        | Magnus Gustafsson (5)   | Michael Stich            | 6-3, 6-4, 3-6, 4-6, 6-4       | Details |
| 204.                                            | 29 augustus 1993  | ATP Schenectady              | Hardcourt     | Thomas Enqvist (2)      | Brett Steven             | 4-6, 6-3, 7-6                 | Details |
| 205.                                            | 10 januari 1994   | ATP Doha                     | Hardcourt     | Stefan Edberg (38)      | Paul Haarhuis            | 6-3, 6-2                      | Details |
| 206.                                            | 16 januari 1994   | ATP Auckland                 | Hardcourt     | Magnus Gustafsson (6)   | Patrick McEnroe          | 6-4, 6-0                      | Details |
| 207.                                            | 6 februari 1994   | ATP Dubai                    | Hardcourt     | Magnus Gustafsson (7)   | Sergi Bruguera           | 6-4, 6-2                      | Details |
| 208.                                            | 21 februari 1994  | ATP Stuttgart (indoor)       | Tapijt (i)    | Stefan Edberg (39)      | Goran Ivanišević         | 4-6, 6-4, 6-2, 6-2            | Details |
| 209.                                            | 13 maart 1994     | ATP Zaragoza                 | Tapijt (i)    | Magnus Larsson (4)      | Lars Rehmann             | 6-4, 6-4                      | Details |
| 210.                                            | 25 juli 1994      | ATP Washington               | Hardcourt     | Stefan Edberg (40)      | Jason Stoltenberg        | 6-4, 6-2                      | Details |
| 211.                                            | 9 oktober 1994    | ATP Toulouse                 | Hardcourt (i) | Magnus Larsson (5)      | Jared Palmer             | 6-1, 6-3                      | Details |
| 212.                                            | 12 december 1994  | Grand Slam Cup, München      | Tapijt (i)    | Magnus Larsson (6)      | Pete Sampras             | 7-6(6), 4-6, 7-6(5), 6-4      | Details |
| 213.                                            | 9 januari 1995    | ATP Doha                     | Hardcourt     | Stefan Edberg (41)      | Magnus Larsson           | 7-6(4), 6-1                   | Details |
| 214.                                            | 15 januari 1995   | ATP Auckland                 | Hardcourt     | Thomas Enqvist (3)      | Chuck Adams              | 6-2, 6-1                      | Details |
| 215.                                            | 26 februari 1995  | ATP Philadelphia             | Tapijt (i)    | Thomas Enqvist (4)      | Michael Chang            | 0-6, 6-4, 6-0                 | Details |
| 216.                                            | 14 mei 1995       | ATP Pinehurst                | Gravel        | Thomas Enqvist (5)      | Javier Frana             | 6-3, 3-6, 6-3                 | Details |
| 217.                                            | 20 augustus 1995  | ATP Indianapolis             | Hardcourt     | Thomas Enqvist (6)      | Bernd Karbacher          | 6-4, 6-3                      | Details |
| 218.                                            | 12 november 1995  | ATP Stockholm                | Hardcourt (i) | Thomas Enqvist (7)      | Arnaud Boetsch           | 7-5, 6-4                      | Details |
| 219.                                            | 24 maart 1996     | ATP Sint-Petersburg          | Tapijt (i)    | Magnus Gustafsson (8)   | Jevgeni Kafelnikov       | 6-2, 7-6(4)                   | Details |
| 220.                                            | 14 april 1996     | ATP New Delhi                | Hardcourt     | Thomas Enqvist (8)      | Byron Black              | 6-2, 7-6(3)                   | Details |
| 221.                                            | 23 juni 1996      | ATP Halle                    | Gras          | Nicklas Kulti (3)       | Jevgeni Kafelnikov       | 6-7(5), 6-3, 6-4              | Details |
| 222.                                            | 14 juli 1996      | ATP Båstad                   | Gravel        | Magnus Gustafsson (8)   | Andrej Medvedev          | 6-1, 6-3                      | Details |
| 223.                                            | 3 november 1996   | ATP Parijs                   | Tapijt (i)    | Thomas Enqvist (9)      | Jevgeni Kafelnikov       | 6-2, 6-4, 7-5                 | Details |
| 224.                                            | 10 november 1996  | ATP Stockholm                | Hardcourt (i) | Thomas Enqvist (10)     | Todd Martin              | 7-5, 6-4, 7-6                 | Details |
| 225.                                            | 5 januari 1997    | ATP Auckland                 | Hardcourt     | Jonas Björkman (1)      | Kenneth Carlsen          | 7-6(7), 6-0                   | Details |
| 226.                                            | 16 februari 1997  | ATP Marseille                | Hardcourt (i) | Thomas Enqvist (11)     | Marcelo Rios             | 6-4, 1-0, opgave              | Details |
| 227.                                            | 10 maart 1997     | ATP Kopenhagen               | Tapijt (i)    | Thomas Johansson (1)    | Martin Damm              | 6-4, 3-6, 6-2                 | Details |
| 228.                                            | 17 maart 1997     | ATP Sint-Petersburg          | Tapijt (i)    | Thomas Johansson (2)    | Renzo Furlan             | 6-3, 6-4                      | Details |
| 229.                                            | 13 april 1997     | ATP Chennai                  | Hardcourt     | Mikael Tillström (1)    | Alex Rădulescu           | 6-4, 4-6, 7-5                 | Details |
| 230.                                            | 13 juli 1997      | ATP Båstad                   | Gravel        | Magnus Norman (1)       | Juan Antonio Marín       | 7-5, 6-2                      | Details |
| 231.                                            | 11 augustus 1997  | ATP Indianapolis             | Hardcourt     | Jonas Björkman (2)      | Carlos Moyà              | 6-3, 7-6(3)                   | Details |
| 232.                                            | 12 oktober 1997   | ATP Singapore                | Tapijt (i)    | Magnus Gustafsson (10)  | Nicolas Kiefer           | 4-6, 6-3, 6-3                 | Details |
| 233.                                            | 3 november 1997   | ATP Stockholm                | Hardcourt (i) | Jonas Björkman (3)      | Jan Siemerink            | 3-6, 7-6(5), 6-2, 6-4         | Details |
| 234.                                            | 8 februari 1998   | ATP Marseille                | Hardcourt (i) | Thomas Enqvist (12)     | Jevgeni Kafelnikov       | 6-4, 6-1                      | Details |
| 235.                                            | 15 maart 1998     | ATP Kopenhagen               | Tapijt (i)    | Magnus Gustafsson (11)  | David Prinosil           | 3-6, 6-1, 6-1                 | Details |
| 236.                                            | 12 juli 1998      | ATP Båstad                   | Gravel        | Magnus Gustafsson (12)  | Andrej Medvedev          | 6-2, 6-3                      | Details |
| 237.                                            | 15 juni 1998      | ATP Nottingham               | Gras          | Jonas Björkman (4)      | Byron Black              | 6-3, 6-2                      | Details |
| 238.                                            | 3 mei 1998        | ATP München                  | Gravel        | Thomas Enqvist (13)     | Andre Agassi             | 6-7(4), 7-6(6), 6-3           | Details |
| 239.                                            | 9 augustus 1998   | ATP Amsterdam                | Gravel        | Magnus Norman (2)       | Richard Fromberg         | 6-3, 6-3, 2-6, 6-4            | Details |
| 240.                                            | 10 januari 1999   | ATP Adelaide                 | Hardcourt     | Thomas Enqvist (14)     | Lleyton Hewitt           | 4-6, 6-1, 6-2                 | Details |
| 241.                                            | 7 maart 1999      | ATP Kopenhagen               | Tapijt (i)    | Magnus Gustafsson (13)  | Fabrice Santoro          | 6-4, 6-1                      | Details |
| 242.                                            | 25 april 1999     | ATP Orlando                  | Gravel        | Magnus Norman (3)       | Guillermo Cañas          | 6-0, 6-3                      | Details |
| 243.                                            | 25 juli 1999      | ATP Stuttgart                | Gravel        | Magnus Norman (4)       | Tommy Haas               | 6-7(6), 4-6, 7-6(7), 6-0, 6-3 | Details |
| 244.                                            | 1 augustus 1999   | ATP Umag                     | Gravel        | Magnus Norman (5)       | Jeff Tarango             | 6-2, 6-4                      | Details |
| 245.                                            | 2 augustus 1999   | ATP Montreal                 | Hardcourt     | Thomas Johansson (3)    | Yevgeny Kafelnikov       | 1-6, 6-3, 6-3                 | Details |
| 246.                                            | 29 augustus 1999  | ATP Long Island              | Hardcourt     | Magnus Norman (6)       | Àlex Corretja            | 7-6(4), 4-6, 6-3              | Details |
| 247.                                            | 10 oktober 1999   | ATP Shanghai                 | Hardcourt     | Magnus Norman (7)       | Marcelo Ríos             | 2-6, 6-3, 7-5                 | Details |
| 248.                                            | 31 oktober 1999   | ATP Stuttgart                | Hardcourt (i) | Thomas Enqvist (15)     | Richard Krajicek         | 6-1, 6-4, 5-7, 7-5            | Details |
| 249.                                            | 14 november 1999  | ATP Stockholm                | Hardcourt (i) | Thomas Enqvist (16)     | Magnus Gustafsson        | 6-3, 6-4, 6-2                 | Details |
| 250.                                            | 16 januari 2000   | ATP Auckland                 | Hardcourt     | Magnus Norman (8)       | Michael Chang            | 3-6, 6-3, 7-5                 | Details |
| 251.                                            | 20 februari 2000  | ATP Memphis                  | Hardcourt (i) | Magnus Larsson (7)      | Byron Black              | 6-2, 1-6, 6-3                 | Details |
| 252.                                            | 5 maart 2000      | ATP Kopenhagen               | Hardcourt (i) | Andreas Vinciguerra (1) | Magnus Larsson           | 6-3, 7-6(5)                   | Details |
| 253.                                            | 14 mei 2000       | ATP Rome                     | Gravel        | Magnus Norman (9)       | Gustavo Kuerten          | 6-3, 4-6, 6-4, 6-4            | Details |
| 254.                                            | 16 juli 2000      | ATP Båstad                   | Gravel        | Magnus Norman (10)      | Andreas Vinciguerra      | 6-1, 7-6(6)                   | Details |
| 255.                                            | 23 juli 2000      | ATP Amsterdam                | Gravel        | Magnus Gustafsson (14)  | Raemon Sluiter           | 6-7(4), 6-3, 7-6(5), 6-1      | Details |
| 256.                                            | 13 augustus 2000  | ATP Cincinnati               | Hardcourt     | Thomas Enqvist (17)     | Tim Henman               | 7-6(5), 6-4                   | Details |
| 257.                                            | 27 augustus 2000  | ATP Long Island              | Hardcourt     | Magnus Norman (11)      | Thomas Enqvist           | 6-3, 5-7, 7-5                 | Details |
| 258.                                            | 22 oktober 2000   | ATP Shanghai                 | Hardcourt     | Magnus Norman (12)      | Sjeng Schalken           | 6-4, 4-6, 6-3                 | Details |
| 259.                                            | 29 oktober 2000   | ATP Bazel                    | Tapijt (i)    | Thomas Enqvist (18)     | Roger Federer            | 6-2, 4-6, 7-6(4), 1-6, 6-1    | Details |
| 260.                                            | 20 november 2000  | ATP Stockholm                | Hardcourt (i) | Thomas Johansson (4)    | Yevgeny Kafelnikov       | 6-2, 6-4, 6-4                 | Details |
| 261.                                            | 11 juni 2001      | ATP Halle                    | Gras          | Thomas Johansson (5)    | Fabrice Santoro          | 6-3, 6-7(5), 6-2              | Details |
| 262.                                            | 18 juni 2001      | ATP Nottingham               | Gras          | Thomas Johansson (6)    | Harel Levy               | 7-5, 6-3                      | Details |
| 263.                                            | 14 januari 2002   | Australian Open              | Hardcourt     | Thomas Johansson (7)    | Marat Safin              | 3-6, 6-4, 6-4, 7-6(4)         | Details |
| 264.                                            | 17 februari 2002  | ATP Marseille                | Hardcourt (i) | Thomas Enqvist (19)     | Nicolas Escude           | 6-7(4), 6-3, 6-1              | Details |
| 265.                                            | 17 juni 2002      | ATP Nottingham               | Gras          | Jonas Björkman (5)      | Wayne Arthurs            | 6-2, 6-7, 6-2                 | Details |
| 266.                                            | 16 februari 2004  | ATP Memphis                  | Hardcourt (i) | Joachim Johansson (1)   | Nicolas Kiefer           | 7-6, 6-3                      | Details |
| 267.                                            | 4 oktober 2004    | ATP Lyon                     | Tapijt (i)    | Robin Söderling (1)     | Xavier Malisse           | 6-2, 3-6, 6-4                 | Details |
| 268.                                            | 25 oktober 2004   | ATP Stockholm                | Hardcourt (i) | Thomas Johansson (8)    | Andre Agassi             | 3-6, 6-3, 7-6(4)              | Details |
| 269.                                            | 31 januari 2005   | ATP Milaan                   | Tapijt (i)    | Robin Söderling (2)     | Radek Štěpánek           | 6-3, 6-7, 7-6                 | Details |
| 270.                                            | 13 februari 2005  | ATP Marseille                | Hardcourt (i) | Joachim Johansson (3)   | Ivan Ljubičić            | 7-5, 6-4                      | Details |
| 271.                                            | 24 oktober 2005   | ATP Sint-Petersburg          | Tapijt (i)    | Thomas Johansson (9)    | Nicolas Kiefer           | 6-4, 6-2                      | Details |
| 272.                                            | 1 september 2005  | ATP Adelaide                 | Hardcourt     | Joachim Johansson (2)   | Taylor Dent              | 7-5, 6-3                      | Details |
| 273.                                            | 26 september 2005 | ATP Ho Chi Minhstad          | Tapijt (i)    | Jonas Björkman (6)      | Radek Štěpánek           | 6-3, 7-6(4)                   | Details |
| 274.                                            | 26 oktober 2008   | ATP Lyon                     | Tapijt (i)    | Robin Söderling (3)     | Maks Mirni               | 6-3, 6-7, 6-1                 | Details |
| 275.                                            | 19 juli 2009      | ATP Båstad                   | Gravel        | Robin Söderling (4)     | Juan Mónaco              | 6-3, 7-6                      | Details |
| 276.                                            | 14 februari 2010  | ATP Rotterdam                | Hardcourt (i) | Robin Söderling (5)     | Michail Joezjny          | 6-4, 2-0 opg.                 | Details |
| 277.                                            | 7 november 2010   | ATP Parijs                   | Hardcourt (i) | Robin Söderling (6)     | Gaël Monfils             | 6-1, 7-6(1)                   | Details |
| 278.                                            | 2 januari 2011    | ATP Brisbane                 | Hardcourt     | Robin Söderling (7)     | Andy Roddick             | 6-3, 7-5                      | Details |
| 279.                                            | 7 februari 2011   | ATP Rotterdam                | Hardcourt (i) | Robin Söderling (8)     | Jo-Wilfried Tsonga       | 6-3, 3-6, 6-3                 | Details |
| 280.                                            | 14 februari 2011  | ATP Marseille                | Hardcourt (i) | Robin Söderling (9)     | Marin Čilić              | 6-7, 6-3, 6-3                 | Details |
| 281.                                            | 17 juli 2011      | ATP Båstad                   | Gravel        | Robin Söderling (10)    | David Ferrer             | 6-2, 6-2                      | Details |
| Verloren finales                                |                   |                              |               |                         |                          |                               |         |
| 1.                                              | 23 april 1973     | Monte Carlo                  | Gravel        | Ilie Năstase            | Björn Borg (1)           | 6-4, 6-1, 6-2                 |         |
| 2.                                              | 16 juni 1973      | Beckenham*                   | Gras          | Alex Metreveli          | Björn Borg (2)           | 6-3, 9-8                      |         |
| 3.                                              | 30 september 1973 | San Francisco                | Tapijt (i)    | Roy Emerson             | Björn Borg (3)           | 5-7, 6-1, 6-4                 |         |
| 4.                                              | 11 november 1973  | Stockholm                    | Hardcourt (i) | Tom Gorman              | Björn Borg (4)           | 6-3, 4-6, 7-6                 |         |
| 5.                                              | 25 november 1973  | Buenos Aires                 | Gravel        | Guillermo Vilas         | Björn Borg (5)           | 3-6, 6-7, 6-4, 6-6, opgave    |         |
| 6.                                              | 3 maart 1974      | WCT Barcelona                | Tapijt (i)    | Arthur Ashe             | Björn Borg (6)           | 6-4, 3-6, 6-3                 |         |
| 7.                                              | 21 april 1974     | WCT Houston                  | Gravel        | Rod Laver               | Björn Borg (7)           | 7-6, 6-2                      |         |
| 8.                                              | 12 mei 1974       | WCT Finals Dallas            | Tapijt (i)    | John Newcombe           | Björn Borg (8)           | 4-6, 6-3, 6-3, 6-2            |         |
| 9.                                              | 11 augustus 1974  | Indianapolis                 | Gravel        | Jimmy Connors           | Björn Borg (9)           | 5-7, 6-3, 6-4                 |         |
| 10.                                             | 13 oktober 1974   | Madrid                       | Gravel        | Ilie Năstase            | Björn Borg (10)          | 6-4, 5-7, 6-2, 4-6, 6-4       |         |
| 11.                                             | 23 februari 1975  | WCT Barcelona                | Tapijt (i)    | Arthur Ashe             | Björn Borg (11)          | 7-6, 6-3                      |         |
| 12.                                             | 16 maart 1975     | WCT München                  | Tapijt (i)    | Arthur Ashe             | Björn Borg (12)          | 6-4, 7-6                      |         |
| 13.                                             | 11 mei 1975       | WCT Finals Dallas            | Tapijt (i)    | Arthur Ashe             | Björn Borg (13)          | 3-6, 6-4, 6-4, 6-0            |         |
| 14.                                             | 7 december 1975   | The Masters Stockholm        | Hardcourt (i) | Ilie Năstase            | Björn Borg (14)          | 6-2, 6-2, 6-1                 |         |
| 15.                                             | 1 februari 1976   | WCT Philadelphie             | Tapijt (i)    | Jimmy Connors           | Björn Borg (15)          | 7-6, 6-4, 6-0                 |         |
| 16.                                             | 29 maart 1976     | Valencia                     | Gravel        | Manuel Orantes          | Kjell Johansson (1)      | 6-2, 6-2, 6-2                 |         |
| 17.                                             | 12 september 1976 | US Open                      | Gravel        | Jimmy Connors           | Björn Borg (16)          | 6-4, 3-6, 7-6, 6-4            | Details |
| 18.                                             | 20 maart 1977     | Helsinki                     | Tapijt (i)    | Mark Cox                | Kjell Johansson (2)      | 6-3, 6-3                      |         |
| 19.                                             | 8 januari 1978    | The Masters New York         | Tapijt (i)    | Jimmy Connors           | Björn Borg (17)          | 6-4, 1-6, 6-4                 |         |
| 20.                                             | 19 maart 1978     | Caïro                        | Gravel        | José Higueras           | Kjell Johansson (3)      | 4-6, 6-4, 6-4                 |         |
| 21.                                             | 10 september 1978 | US Open                      | Hardcourt     | Jimmy Connors           | Björn Borg (18)          | 6-4, 6-2, 6-2                 | Details |
| 22.                                             | 6 mei 1979        | WCT Finals Dallas            | Tapijt (i)    | John McEnroe            | Björn Borg (19)          | 7-5, 4-6, 6-2, 7-6            |         |
| 23.                                             | 8 oktober 1979    | Tel Aviv                     | Hardcourt     | Tom Okker               | Per Hjertquist (1)       | 6-4, 6-3                      |         |
| 24.                                             | 17 augustus 1980  | Toronto                      | Hardcourt     | Ivan Lendl              | Björn Borg (20)          | 4-6, 5-4, opgave              |         |
| 25.                                             | 7 september 1980  | US Open                      | Hardcourt     | John McEnroe            | Björn Borg (21)          | 7-6, 6-1, 6-7, 5-7, 6-4       | Details |
| 26.                                             | 19 oktober 1980   | Bazel                        | Hardcourt (i) | Ivan Lendl              | Björn Borg (22)          | 6-3, 6-2, 5-7, 0-6, 6-4       |         |
| 27.                                             | 29 maart 1981     | Milaan                       | Tapijt (i)    | John McEnroe            | Björn Borg (23)          | 7-6, 6-4                      |         |
| 28.                                             | 4 juli 1981       | Wimbledon                    | Gras          | John McEnroe            | Björn Borg (24)          | 4-6, 7-6, 7-6, 6-4            | Details |
| 29.                                             | 2 augustus 1981   | Båstad                       | Gravel        | Thierry Thulasne        | Anders Järryd (1)        | 6-2, 6-3                      |         |
| 30.                                             | 13 september 1981 | US Open                      | Hardcourt     | John McEnroe            | Björn Borg (25)          | 4-6, 6-2, 6-4, 6-3            | Details |
| 31.                                             | 5 oktober 1981    | Tel Aviv                     | Hardcourt     | Mel Purcell             | Per Hjertquist (2)       | 6-1, 6-1                      |         |
| 32.                                             | 14 maart 1982     | Brussel                      | Tapijt (i)    | Vitas Gerulaitis        | Mats Wilander (1)        | 4-6, 7-6, 6-2                 |         |
| 33.                                             | 10 mei 1982       | Florence                     | Gravel        | Vitas Gerulaitis        | Stefan Simonsson (1)     | 4-6, 6-3, 6-1                 |         |
| 34.                                             | 12 juli 1982      | Båstad                       | Gravel        | Mats Wilander           | Henrik Sundström (1)     | 6-4, 6-4                      |         |
| 35.                                             | 31 oktober 1982   | Bazel                        | Hardcourt (i) | Yannick Noah            | Mats Wilander (2)        | 6-4, 6-2, 6-3                 |         |
| 36.                                             | 7 november 1982   | Stockholm                    | Hardcourt (i) | Henri Leconte           | Mats Wilander (3)        | 7-6, 6-3                      |         |
| 37.                                             | 31 januari 1983   | Guarujá                      | Gravel        | José Luis Clerc         | Mats Wilander (4)        | 3-6, 7-5, 6-1                 |         |
| 38.                                             | 25 april 1983     | Madrid                       | Gravel        | Yannick Noah            | Henrik Sundström (2)     | 3-6, 6-0, 6-2, 6-4            |         |
| 39.                                             | 16 mei 1983       | ATP München                  | Gravel        | Tomáš Šmíd              | Joakim Nyström (1)       | 6-0, 6-3, 4-6, 2-6, 7-5       | Details |
| 40.                                             | 5 juni 1983       | Roland Garros                | Gravel        | Yannick Noah            | Mats Wilander (5)        | 6-2, 7-5, 7-6(3)              | Details |
| 41.                                             | 11 juli 1983      | Båstad                       | Gravel        | Mats Wilander           | Anders Järryd (2)        | 6-1, 6-2                      |         |
| 42.                                             | 8 augustus 1983   | Montreal/Toronto             | Hardcourt     | Ivan Lendl              | Anders Järryd (3)        | 6-2, 6-2                      |         |
| 43.                                             | 19 september 1983 | Genève                       | Gravel        | Mats Wilander           | Henrik Sundström (3)     | 3-6, 6-1, 6-3                 |         |
| 44.                                             | 25 maart 1984     | Milaan                       | Tapijt (i)    | Stefan Edberg           | Mats Wilander (6)        | 6-4, 6-2                      |         |
| 45.                                             | 9 april 1984      | Nice                         | Gravel        | Andrés Gómez            | Henrik Sundström (4)     | 6-1, 6-4                      |         |
| 46.                                             | 16 april 1984     | Monte Carlo                  | Gravel        | Henrik Sundstrom        | Mats Wilander (7)        | 6-3, 7-5, 6-2                 |         |
| 47.                                             | 7 mei 1984        | Hamburg                      | Gravel        | Juan Aguilera           | Henrik Sundström (5)     | 6-4, 2-6, 2-6, 6-4, 6-4       |         |
| 48.                                             | 22 juli 1984      | Båstad                       | Gravel        | Henrik Sundstrom        | Anders Järryd (4)        | 3-6, 7-5, 6-3                 |         |
| 49.                                             | 26 augustus 1984  | Cincinnati                   | Hardcourt     | Mats Wilander           | Anders Järryd (5)        | 7-6, 6-3                      |         |
| 50.                                             | 17 september 1984 | Genève                       | Gravel        | Aaron Krickstein        | Henrik Sundström (6)     | 6-7, 6-1, 6-1                 |         |
| 51.                                             | 1 oktober 1984    | ATP Barcelona                | Gravel        | Mats Wilander           | Joakim Nyström (2)       | 7-6, 6-4, 0-6, 6-2            | Details |
| 52.                                             | 5 november 1984   | Stockholm                    | Tapijt (i)    | John McEnroe            | Mats Wilander (8)        | 6-2, 3-6, 6-2                 |         |
| 53.                                             | 24 februari 1985  | Toronto                      | Tapijt (i)    | Kevin Curren            | Anders Järryd (6)        | 7-6, 6-3                      |         |
| 54.                                             | 17 maart 1985     | Brussel                      | Tapijt (i)    | Anders Järryd           | Mats Wilander (9)        | 6-4, 3-6, 7-5                 |         |
| 55.                                             | 31 maart 1985     | Milaan                       | Tapijt (i)    | John McEnroe            | Anders Järryd (7)        | 6-4, 6-1                      |         |
| 56.                                             | 7 april 1985      | Monte Carlo                  | Gravel        | Ivan Lendl              | Mats Wilander (10)       | 6-1, 6-3, 4-6, 6-4            |         |
| 57.                                             | 29 april 1985     | Hamburg                      | Gravel        | Miloslav Mečíř          | Henrik Sundström (7)     | 6-4, 6-1, 6-4                 |         |
| 58.                                             | 22 juli 1985      | Båstad                       | Gravel        | Mats Wilander           | Stefan Edberg (1)        | 6-1, 6-0                      |         |
| 59.                                             | 22 juli 1985      | Hilversum                    | Gravel        | Ricki Osterthun         | Kent Carlsson (1)        | 4-6, 6-6, 6-2, 6-4, 6-3       |         |
| 60.                                             | 26 augustus 1985  | Cincinnati                   | Hardcourt     | Boris Becker            | Mats Wilander (11)       | 6-4, 6-2                      |         |
| 61.                                             | 9 september 1985  | ATP Palermo                  | Gravel        | Thierry Tulasne         | Joakim Nyström (3)       | 6-3, 6-1                      | Details |
| 62.                                             | 16 september 1985 | Genève                       | Gravel        | Tomáš Šmíd              | Mats Wilander (12)       | 6-4, 6-4                      |         |
| 63.                                             | 23 september 1985 | Los Angeles                  | Hardcourt     | Paul Annacone           | Stefan Edberg (2)        | 7-6, 6-7, 7-6                 |         |
| 64.                                             | 23 september 1985 | Barcelona                    | Gravel        | Thierry Tulasne         | Mats Wilander (13)       | 0-6, 6-2, 3-6, 6-4, 6-0       |         |
| 65.                                             | 21 oktober 1985   | Tokio (indoor)               | Tapijt (i)    | Ivan Lendl              | Mats Wilander (14)       | 6-0, 6-4                      |         |
| 66.                                             | 10 november 1985  | Stockholm                    | Hardcourt (i) | John McEnroe            | Anders Järryd (8)        | 6-1, 6-2                      |         |
| 67.                                             | 9 december 1985   | Australian Open              | Gras          | Stefan Edberg           | Mats Wilander (15)       | 6-4, 6-3, 6-3                 | Details |
| 68.                                             | 9 februari 1986   | Memphis                      | Tapijt (i)    | Brad Gilbert            | Stefan Edberg (3)        | 7-5, 7-6                      |         |
| 69.                                             | 23 februari 1986  | Miami                        | Hardcourt     | Ivan Lendl              | Mats Wilander (16)       | 3-6, 6-1, 7-6, 6-4            |         |
| 70.                                             | 10 maart 1986     | ATP Milaan                   | Tapijt (i)    | Ivan Lendl              | Joakim Nyström (4)       | 6-2, 6-2, 6-4                 | Details |
| 71.                                             | 21 maart 1986     | Florence                     | Gravel        | Andrés Gómez            | Henrik Sundström (8)     | 6-3, 6-4                      |         |
| 72.                                             | 30 maart 1986     | Rotterdam                    | Tapijt (i)    | Joakim Nyström          | Anders Järryd (9)        | 6-0, 6-3                      |         |
| 73.                                             | 31 maart 1986     | Keulen                       | Hardcourt     | Jonas Svensson          | Stefan Eriksson (1)      | 6-7, 6-2, 6-2                 |         |
| 74.                                             | 28 april 1986     | Madrid                       | Gravel        | Joakim Nyström          | Kent Carlsson (2)        | 6-1, 6-1                      |         |
| 75.                                             | 26 mei 1986       | Roland Garros                | Gravel        | Ivan Lendl              | Mikael Pernfors (1)      | 6-3, 6-2, 6-4                 | Details |
| 76.                                             | 7 juli 1986       | Bordeaux                     | Gravel        | Paolo Canè              | Kent Carlsson (3)        | 6-4, 1-6, 7-5                 |         |
| 77.                                             | 28 juli 1986      | Båstad                       | Gravel        | Emilio Sanchez          | Mats Wilander (17)       | 7-6(5), 4-6, 6-4              |         |
| 78.                                             | 18 augustus 1986  | Toronto                      | Hardcourt     | Boris Becker            | Stefan Edberg (4)        | 6-4, 3-6, 6-3                 |         |
| 79.                                             | 8 september 1986  | Stuttgart                    | Gravel        | Martín Jaite            | Jonas Svensson (1)       | 7-5, 6-2                      |         |
| 80.                                             | 22 september 1986 | Los Angeles                  | Hardcourt     | John McEnroe            | Stefan Edberg (5)        | 6-2, 6-3                      |         |
| 81.                                             | 13 oktober 1986   | Tokio                        | Hardcourt     | Ramesh Krishnan         | Johan Carlsson (1)       | 6-3, 6-1                      |         |
| 82.                                             | 27 oktober 1986   | Tokio (indoor)               | Tapijt (i)    | Boris Becker            | Stefan Edberg (6)        | 7-6, 6-1                      |         |
| 83.                                             | 10 november 1986  | Stockholm                    | Hardcourt (i) | Stefan Edberg           | Mats Wilander (18)       | 6-2, 6-1, 6-1                 |         |
| 84.                                             | 10 november 1986  | Wembley                      | Tapijt (i)    | Yannick Noah            | Jonas Svensson (2)       | 6-2, 6-3, 6-7, 4-6, 7-5       |         |
| 85.                                             | 2 februari 1987   | ATP Lyon                     | Tapijt (i)    | Yannick Noah            | Joakim Nyström (5)       | 6-4, 7-5                      | Details |
| 86.                                             | 23 februari 1987  | Indian Wells                 | Hardcourt     | Boris Becker            | Stefan Edberg (7)        | 6-4, 6-4, 7-5                 |         |
| 87.                                             | 7 juni 1987       | Roland Garros                | Gravel        | Ivan Lendl              | Mats Wilander (19)       | 7-5, 6-2, 3-6, 7-6(3)         | Details |
| 88.                                             | 6 juli 1987       | Hilversum                    | Gravel        | Mats Wilander           | Kent Carlsson (4)        | 7-6(5), 6-1                   |         |
| 89.                                             | 13 juli 1987      | Indianapolis                 | Gravel        | Mats Wilander           | Kent Carlsson (5)        | 7-5, 6-3                      |         |
| 90.                                             | 3 augustus 1987   | Båstad                       | Gravel        | Joakim Nyström          | Stefan Edberg (8)        | 4-6, 6-0, 6-3                 |         |
| 91.                                             | 17 augustus 1987  | Montréal                     | Hardcourt     | Ivan Lendl              | Stefan Edberg (9)        | 6-4, 7-6                      |         |
| 92.                                             | 14 september 1987 | US Open                      | Hardcourt     | Ivan Lendl              | Mats Wilander (20)       | 6-7(7), 6-0, 7-6(4), 6-4      | Details |
| 93.                                             | 27 september 1987 | Barcelona                    | Gravel        | Martin Jaite            | Mats Wilander (21)       | 7-6(5), 6-4, 4-6, 0-6, 6-4    |         |
| 94.                                             | 28 september 1987 | Los Angeles                  | Hardcourt     | David Pate              | Stefan Edberg (10)       | 6-4, 6-4                      |         |
| 95.                                             | 2 november 1987   | Stockholm                    | Hardcourt (i) | Stefan Edberg           | Jonas Svensson (3)       | 7-5, 6-2, 4-6, 6-4            |         |
| 96.                                             | 15 november 1987  | Wembley                      | Tapijt (i)    | Ivan Lendl              | Anders Järryd (10)       | 6-3, 6-2, 7-5                 |         |
| 97.                                             | 2 december 1987   | The Masters New York         | Tapijt (i)    | Ivan Lendl              | Mats Wilander (22)       | 6-2, 6-2, 6-3                 |         |
| 98.                                             | 15 februari 1988  | Memphis                      | Hardcourt (i) | Andre Agassi            | Mikael Pernfors (2)      | 6-4, 6-4, 7-5                 |         |
| 99.                                             | 10 april 1988     | WCT Finals Dallas            | Tapijt (i)    | Boris Becker            | Stefan Edberg (11)       | 6-4, 1-6, 7-5, 6-2            |         |
| 100.                                            | 18 april 1988     | Tokio                        | Hardcourt     | John McEnroe            | Stefan Edberg (12)       | 6-2, 6-2                      |         |
| 101.                                            | 2 mei 1988        | München                      | Gravel        | Guillermo Pérez Roldán  | Jonas Svensson (4)       | 7-5, 6-3                      |         |
| 102.                                            | 13 juni 1988      | Londen                       | Gras          | Boris Becker            | Stefan Edberg (13)       | 6-1, 3-6, 6-3                 |         |
| 103.                                            | 22 augustus 1988  | Cincinnati                   | Hardcourt     | Mats Wilander           | Stefan Edberg (14)       | 3-6, 7-6, 7-6                 |         |
| 104.                                            | 19 september 1988 | Genève                       | Gravel        | Marián Vajda            | Kent Carlsson (6)        | 6-6, 6-4                      |         |
| 105.                                            | 26 september 1988 | Palermo                      | Gravel        | Mats Wilander           | Kent Carlsson (7)        | 6-1, 3-6, 6-4                 |         |
| 106.                                            | 6 november 1988   | Stockholm                    | Hardcourt (i) | Boris Becker            | Peter Lundgren (1)       | 6-4, 6-1, 6-1                 |         |
| 107.                                            | 7 november 1988   | Wembley                      | Tapijt (i)    | Jakob Hlasek            | Jonas Svensson (5)       | 6-7, 3-6, 6-4, 6-0, 7-5       |         |
| 108.                                            | 12 februari 1989  | Rotterdam                    | Tapijt (i)    | Jakob Hlasek            | Anders Järryd (11)       | 6-1, 7-5                      |         |
| 109.                                            | 13 maart 1989     | Scottsdale                   | Hardcourt     | Ivan Lendl              | Stefan Edberg (15)       | 6-2, 6-3                      |         |
| 110.                                            | 10 april 1989     | Athene                       | Gravel        | Ronald Agénor           | Kent Carlsson (8)        | 6-3, 6-4                      | Details |
| 111.                                            | 12 juni 1989      | Roland Garros                | Gravel        | Michael Chang           | Stefan Edberg (16)       | 6-1, 3-6, 4-6, 6-4, 6-2       | Details |
| 112.                                            | 10 juli 1989      | Wimbledon                    | Gras          | Boris Becker            | Stefan Edberg (17)       | 6-0, 7-6, 6-4                 | Details |
| 113.                                            | 16 juli 1989      | Newport                      | Gras          | Jim Pugh                | Peter Lundgren (2)       | 6-4, 4-6, 6-2                 |         |
| 114.                                            | 16 juli 1989      | Boston                       | Gravel        | Andrés Gómez            | Mats Wilander (23)       | 6-1, 6-4                      |         |
| 115.                                            | 16 juli 1989      | Gstaad                       | Gravel        | Carl-Uwe Steeb          | Magnus Gustafsson (1)    | 6-7, 3-6, 6-2, 6-4, 6-2       |         |
| 116.                                            | 21 augustus 1989  | Cincinnati                   | Hardcourt     | Brad Gilbert            | Stefan Edberg (18)       | 6-4, 2-6, 7-6                 |         |
| 117.                                            | 1 oktober 1989    | San Francisco                | Tapijt (i)    | Brad Gilbert            | Anders Järryd (12)       | 7-5, 6-2                      |         |
| 118.                                            | 9 oktober 1989    | Bazel                        | Hardcourt (i) | Jim Courier             | Stefan Edberg (19)       | 7-6, 3-6, 2-6, 6-0, 7-5       |         |
| 119.                                            | 9 oktober 1989    | Sydney (indoor)              | Hardcourt (i) | Ivan Lendl              | Lars-Anders Wahlgren (1) | 6-2, 6-2, 6-1                 |         |
| 120.                                            | 6 november 1989   | Parijs                       | Tapijt (i)    | Boris Becker            | Stefan Edberg (20)       | 6-4, 6-3, 6-3                 |         |
| 121.                                            | 12 november 1989  | Stockholm                    | Tapijt (i)    | Ivan Lendl              | Magnus Gustafsson (2)    | 7-5, 6-0, 6-3                 |         |
| 122.                                            | 29 januari 1990   | Australian Open              | Hardcourt     | Ivan Lendl              | Stefan Edberg (21)       | 4-6, 7-6, 5-2, opgave         | Details |
| 123.                                            | 26 februari 1990  | ATP Rotterdam                | Tapijt (i)    | Brad Gilbert            | Jonas Svensson (6)       | 6-1, 6-3                      | Details |
| 124.                                            | 26 maart 1990     | ATP Miami                    | Hardcourt     | Andre Agassi            | Stefan Edberg (22)       | 6-1, 6-4, 0-6, 6-2            | Details |
| 125.                                            | 15 juli 1990      | ATP Båstad                   | Gravel        | Richard Fromberg        | Magnus Larsson (1)       | 6-2, 7-6(5)                   | Details |
| 126.                                            | 12 augustus 1990  | ATP Praag                    | Gravel        | Jordi Arrese            | Nicklas Kulti (1)        | 7-6(3), 7-6(6)                | Details |
| 127.                                            | 19 augustus 1990  | ATP Indianapolis             | Hardcourt     | Boris Becker            | Peter Lundgren (3)       | 3-6, 4-6                      | Details |
| 128.                                            | 8 oktober 1990    | ATP Sydney (indoor)          | Hardcourt (i) | Boris Becker            | Stefan Edberg (23)       | 7-6, 6-4, 6-4                 | Details |
| 129.                                            | 22 oktober 1990   | ATP Lyon                     | Tapijt (i)    | Marc Rosset             | Mats Wilander (24)       | 6-3, 6-2                      | Details |
| 130.                                            | 29 oktober 1990   | ATP Stockholm                | Tapijt (i)    | Boris Becker            | Stefan Edberg (24)       | 6-4, 6-0, 6-3                 | Details |
| 131.                                            | 19 november 1990  | Tennis Masters Cup Frankfurt | Tapijt (i)    | Andre Agassi            | Stefan Edberg (25)       | 5-7, 7-6, 7-5, 6-2            | Details |
| 132.                                            | 31 december 1990  | ATP Wellington               | Hardcourt     | Richard Fromberg        | Lars Jönsson (1)         | 6-1, 6-4, 6-4                 | Details |
| 133.                                            | 18 februari 1991  | ATP Stuttgart (indoor)       | Tapijt (i)    | Stefan Edberg           | Jonas Svensson (7)       | 6-2, 3-6, 7-5, 6-2            | Details |
| 134.                                            | 10 maart 1991     | ATP Kopenhagen               | Tapijt (i)    | Jonas Svensson          | Anders Järryd (13)       | 6-7(5), 6-2, 6-2              | Details |
| 135.                                            | 12 mei 1991       | ATP Hamburg                  | Gravel        | Karel Nováček           | Magnus Gustafsson (3)    | 6-3, 6-3, 5-7, 0-6, 6-1       | Details |
| 136.                                            | 4 augustus 1991   | ATP Kitzbühel                | Gravel        | Karel Nováček           | Magnus Gustafsson (4)    | 7-6(2), 7-6(4), 6-2           | Details |
| 137.                                            | 11 augustus 1991  | ATP Praag                    | Gravel        | Karel Nováček           | Magnus Gustafsson (5)    | 7-6(5), 6-2                   | Details |
| 138.                                            | 26 augustus 1991  | ATP Long Island              | Hardcourt     | Ivan Lendl              | Stefan Edberg (26)       | 6-3, 6-2                      | Details |
| 139.                                            | 28 oktober 1991   | ATP Stockholm                | Tapijt (i)    | Boris Becker            | Stefan Edberg (27)       | 3-6, 6-4, 1-6, 6-2, 6-2       | Details |
| 140.                                            | 27 januari 1992   | Australian Open              | Hardcourt     | Jim Courier             | Stefan Edberg (28)       | 6-3, 3-6, 6-4, 6-2            | Details |
| 141.                                            | 24 februari 1992  | ATP Stuttgart (indoor)       | Tapijt (i)    | Goran Ivanišević        | Stefan Edberg (29)       | 6-7, 6-3, 6-4, 6-4            | Details |
| 142.                                            | 8 maart 1992      | ATP Kopenhagen               | Tapijt (i)    | Magnus Larsson          | Anders Järryd (14)       | 6-4, 7-5(5)                   | Details |
| 143.                                            | 12 april 1992     | ATP Barcelona                | Gravel        | Carlos Costa            | Magnus Gustafsson (6)    | 6-4, 7-6(3), 6-4              | Details |
| 144.                                            | 13 juli 1992      | ATP Washington               | Hardcourt     | Petr Korda              | Henrik Holm (1)          | 6-4, 6-4                      | Details |
| 145.                                            | 12 oktober 1992   | ATP Tokio                    | Tapijt (i)    | Ivan Lendl              | Henrik Holm (2)          | 7-6, 6-4                      | Details |
| 146.                                            | 12 oktober 1992   | ATP Sydney (indoor)          | Hardcourt (i) | Goran Ivanišević        | Stefan Edberg (30)       | 6-4, 6-2, 6-4                 | Details |
| 147.                                            | 30 december 1992  | ATP Adelaide                 | Hardcourt     | Goran Ivanišević        | Christian Bergström (1)  | 1-6, 7-6(5), 6-4              | Details |
| 148.                                            | 4 januari 1993    | ATP Adelaide                 | Hardcourt     | Nicklas Kulti           | Christian Bergström (2)  | 3-6, 7-5, 6-4                 | Details |
| 149.                                            | 1 februari 1993   | Australian Open              | Hardcourt     | Jim Courier             | Stefan Edberg (31)       | 6-2, 6-1, 2-6, 7-5            | Details |
| 150.                                            | 7 maart 1993      | ATP Kopenhagen               | Tapijt (i)    | Andrej Olchovski        | Nicklas Kulti (2)        | 7-5, 3-6, 6-2                 | Details |
| 151.                                            | 8 maart 1993      | ATP Zaragoza                 | Tapijt (i)    | Karel Nováček           | Jonas Svensson (8)       | 3-6, 6-2, 6-1                 | Details |
| 152.                                            | 20 juni 1993      | ATP Genua                    | Gravel        | Thomas Muster           | Magnus Gustafsson (7)    | 7-6(3), 6-4                   | Details |
| 153.                                            | 1 augustus 1993   | ATP Hilversum                | Gravel        | Carlos Costa            | Magnus Gustafsson (8)    | 6-2, 6-2, 6-3                 | Details |
| 154.                                            | 27 september 1993 | ATP Kuala Lumpur             | Hardcourt (i) | Michael Chang           | Jonas Svensson (9)       | 6-0, 6-4                      | Details |
| 155.                                            | 16 augustus 1993  | ATP Cincinnati               | Hardcourt     | Michael Chang           | Stefan Edberg (32)       | 7-5, 0-6, 6-4                 | Details |
| 156.                                            | 4 oktober 1993    | ATP Bazel                    | Hardcourt (i) | Michael Stich           | Stefan Edberg (33)       | 6-4, 6-7, 6-3, 6-2            | Details |
| 157.                                            | 14 november 1993  | ATP Antwerpen                | Tapijt (i)    | Pete Sampras            | Magnus Gustafsson (9)    | 6-1, 6-4                      | Details |
| 158.                                            | 19 juni 1994      | ATP Halle                    | Gras          | Michael Stich           | Magnus Larsson (2)       | 6-4, 4-6, 6-3                 | Details |
| 159.                                            | 15 augustus 1994  | ATP Cincinnati               | Hardcourt     | Michael Chang           | Stefan Edberg (34)       | 6-2, 7-5                      | Details |
| 160.                                            | 23 oktober 1994   | ATP Peking                   | Tapijt (i)    | Michael Chang           | Anders Järryd (15)       | 7-5, 7-5                      | Details |
| 161.                                            | 13 november 1994  | ATP Antwerpen                | Tapijt (i)    | Pete Sampras            | Magnus Larsson (3)       | 7-6(5), 6-4                   | Details |
| 162.                                            | 8 januari 1995    | ATP Doha                     | Hardcourt     | Stefan Edberg           | Magnus Larsson (4)       | 7-6(4), 6-1                   | Details |
| 163.                                            | 16 april 1995     | ATP Barcelona                | Gravel        | Thomas Muster           | Magnus Larsson (5)       | 6-2, 6-1, 6-4                 | Details |
| 164.                                            | 17 april 1995     | ATP Hong Kong                | Hardcourt     | Michael Chang           | Jonas Björkman (1)       | 6-3, 6-1                      | Details |
| 165.                                            | 18 juni 1995      | ATP Rosmalen                 | Gras          | Karol Kučera            | Anders Järryd (16)       | 7-6(7), 7-6(4)                | Details |
| 166.                                            | 23 juli 1995      | ATP Stuttgart                | Gravel        | Thomas Muster           | Jan Apell (1)            | 6-2, 6-2                      | Details |
| 167.                                            | 24 juli 1995      | ATP Washington               | Hardcourt     | Andre Agassi            | Stefan Edberg (35)       | 6-4, 2-6, 7-5                 | Details |
| 168.                                            | 6 augustus 1995   | ATP Los Angeles              | Hardcourt     | Michael Stich           | Thomas Enqvist (1)       | 6-7(7), 7-6(4), 6-2           | Details |
| 169.                                            | 5 mei 1996        | ATP Atlanta                  | Gravel        | Karim Alami             | Nicklas Kulti (3)        | 6-3, 6-4                      | Details |
| 170.                                            | 6 mei 1996        | ATP Pinehurst                | Gravel        | Fernando Meligeni       | Mats Wilander (25)       | 6-4, 6-2                      | Details |
| 171.                                            | 17 juni 1996      | ATP Londen                   | Gras          | Boris Becker            | Stefan Edberg (36)       | 6-4, 7-6                      | Details |
| 172.                                            | 20 oktober 1996   | ATP Toulouse                 | Hardcourt (i) | Mark Philippoussis      | Magnus Larsson (9)       | 6-1, 5-7, 6-4                 | Details |
| 173.                                            | 5 mei 1997        | ATP Coral Springs            | Gravel        | Jason Stoltenberg       | Jonas Björkman (2)       | 6-0, 2-6, 7-5                 | Details |
| 174.                                            | 27 juli 1997      | ATP Los Angeles              | Hardcourt     | Jim Courier             | Thomas Enqvist (2)       | 6-4, 6-4                      | Details |
| 175.                                            | 10 augustus 1997  | ATP San Marino               | Gravel        | Félix Mantilla          | Magnus Gustafsson (10)   | 6-4, 6-1                      | Details |
| 176.                                            | 5 oktober 1997    | ATP Peking                   | Hardcourt (i) | Jim Courier             | Magnus Gustafsson (11)   | 7-6(10), 3-6, 6-3             | Details |
| 177.                                            | 19 oktober 1997   | ATP Ostrava                  | Tapijt (i)    | Karol Kučera            | Magnus Norman (1)        | 6-2, opgave                   | Details |
| 178.                                            | 27 oktober 1997   | ATP Parijs                   | Tapijt (i)    | Pete Sampras            | Jonas Björkman (3)       | 6-3, 4-6, 6-3, 6-1            | Details |
| 179.                                            | 1 maart 1998      | ATP Philadelphia             | Tapijt (i)    | Pete Sampras            | Thomas Enqvist (3)       | 7-5, 7-6(3)                   | Details |
| 180.                                            | 2 maart 1998      | ATP Rotterdam                | Tapijt (i)    | Jan Siemerink           | Thomas Johansson (1)     | 7-6(2), 6-2                   | Details |
| 181.                                            | 12 april 1998     | ATP Chennai                  | Hardcourt     | Patrick Rafter          | Mikael Tillström (1)     | 6-3, 6-4                      | Details |
| 182.                                            | 14 juni 1998      | ATP Halle                    | Gras          | Jevgeni Kafelnikov      | Magnus Larsson (7)       | 6-4, 6-4                      | Details |
| 183.                                            | 27 juli 1998      | ATP Umag                     | Gravel        | Bohdan Ulihrach         | Magnus Norman (2)        | 6-3, 7-6(0)                   | Details |
| 184.                                            | 9 november 1998   | ATP Stockholm                | Hardcourt (i) | Todd Martin             | Thomas Johansson (2)     | 6-3, 6-4, 6-4                 | Details |
| 185.                                            | 1 februari 1999   | Australian Open              | Hardcourt     | Jevgeni Kafelnikov      | Thomas Enqvist (4)       | 4-6, 6-0, 6-3, 7-6(1)         | Details |
| 186.                                            | 13 juni 1999      | ATP Halle                    | Gras          | Nicolas Kiefer          | Nicklas Kulti (4)        | 6-3, 6-2                      | Details |
| 187.                                            | 11 juli 1999      | ATP Båstad                   | Gravel        | Juan Antonio Marín      | Andreas Vinciguerra (1)  | 6-3, 7-6(4)                   | Details |
| 188.                                            | 17 oktober 1999   | ATP Singapore                | Hardcourt     | Marcelo Ríos            | Mikael Tillström (2)     | 6-2, 7-6                      | Details |
| 189.                                            | 14 november 1999  | ATP Stockholm                | Hardcourt (i) | Thomas Enqvist          | Magnus Gustafsson (12)   | 6-3, 6-4, 6-2                 | Details |
| 190.                                            | 9 januari 2000    | ATP Adelaide                 | Hardcourt     | Lleyton Hewitt          | Thomas Enqvist (5)       | 3-6, 6-3, 6-2                 | Details |
| 191.                                            | 13 februari 2000  | ATP San Jose                 | Hardcourt (i) | Mark Philippoussis      | Mikael Tillström (3)     | 7-5, 4-6, 6-3                 | Details |
| 192.                                            | 5 maart 2000      | ATP Kopenhagen               | Hardcourt (i) | Andreas Vinciguerra     | Magnus Larsson (8)       | 6-3, 7-6(5)                   | Details |
| 193.                                            | 9 maart 2000      | ATP Indian Wells             | Hardcourt     | Alex Corretja           | Thomas Enqvist (6)       | 6-4, 6-4, 6-3                 | Details |
| 194.                                            | 7 mei 2000        | ATP Mallorca                 | Gravel        | Marat Safin             | Mikael Tillström (4)     | 6-4, 6-3                      | Details |
| 195.                                            | 11 juni 2000      | Roland Garros                | Gravel        | Gustavo Kuerten         | Magnus Norman (3)        | 6-2, 6-3, 2-6, 7-6(6)         | Details |
| 196.                                            | 16 juli 2000      | ATP Båstad                   | Gravel        | Magnus Norman           | Andreas Vinciguerra (2)  | 6-1, 7-6(6)                   | Details |
| 197.                                            | 27 augustus 2000  | ATP Long Island              | Hardcourt     | Magnus Norman           | Thomas Enqvist (7)       | 6-3, 5-7, 7-5                 | Details |
| 198.                                            | 14 januari 2001   | ATP Sydney                   | Hardcourt     | Lleyton Hewitt          | Magnus Norman (4)        | 6-4, 6-1                      | Details |
| 199.                                            | 18 februari 2001  | ATP Kopenhagen               | Hardcourt (i) | Tim Henman              | Andreas Vinciguerra (3)  | 6-3, 6-4                      | Details |
| 200.                                            | 11 maart 2001     | ATP Scottsdale               | Hardcourt     | Francisco Clavet        | Magnus Norman (5)        | 6-4, 6-2                      | Details |
| 201.                                            | 6 oktober 2002    | ATP Tokio                    | Hardcourt     | Kenneth Carlsen         | Magnus Norman (6)        | 7-6(6), 6-3                   | Details |
| 202.                                            | 10 februari 2003  | ATP Marseille                | Hardcourt (i) | Roger Federer           | Jonas Björkman (4)       | 6-2, 7-6(6)                   | Details |
| 203.                                            | 20 oktober 2003   | ATP Stockholm                | Hardcourt (i) | Mardy Fish              | Robin Söderling (1)      | 7-5, 3-6, 7-6                 | Details |
| 204.                                            | 23 februari 2004  | ATP Marseille                | Hardcourt (i) | Dominik Hrbatý          | Robin Söderling (2)      | 4-6, 6-4, 6-4                 | Details |
| 205.                                            | 14 juni 2004      | ATP Nottingham               | Gras          | Paradorn Srichaphan     | Thomas Johansson (3)     | 1-6, 7-6(4), 6-3              | Details |
| 206.                                            | 20 februari 2006  | ATP Memphis                  | Hardcourt (i) | Tommy Haas              | Robin Söderling (3)      | 6-3, 6-2                      | Details |
| 207.                                            | 19 juni 2006      | ATP Nottingham               | Gras          | Richard Gasquet         | Jonas Björkman (5)       | 6-4, 6-3                      | Details |
| 208.                                            | 23 oktober 2006   | ATP Sint-Petersburg          | Tapijt (i)    | Mario Ančić             | Thomas Johansson (4)     | 7-5, 7-6(2)                   | Details |
| 209.                                            | 8 oktober 2007    | ATP Stockholm                | Hardcourt (i) | Ivo Karlović            | Thomas Johansson (5)     | 6-3, 3-6, 6-1                 | Details |
| 210.                                            | 18 februari 2008  | ATP Rotterdam                | Hardcourt (i) | Michaël Llodra          | Robin Söderling (4)      | 6-7, 6-3, 7-6                 | Details |
| 211.                                            | 25 februari 2008  | ATP Memphis                  | Hardcourt (i) | Steve Darcis            | Robin Söderling (5)      | 6-3, 7-6                      | Details |
| 212.                                            | 6 oktober 2008    | ATP Stockholm                | Hardcourt (i) | David Nalbandian        | Robin Söderling (6)      | 6-2, 5-7, 6-3                 | Details |
| 213.                                            | 7 juni 2009       | Roland Garros                | Gravel        | Roger Federer           | Robin Söderling (7)      | 6-1, 7-6, 6-4                 | Details |
| 214.                                            | 25 april 2010     | ATP Barcelona                | Gravel        | Fernando Verdasco       | Robin Söderling (8)      | 6-3, 4-5, 6-3                 | Details |
| 215.                                            | 6 juni 2010       | Roland Garros                | Gravel        | Rafael Nadal            | Robin Söderling (9)      | 6-4, 6-2, 6-4                 | Details |
| 216.                                            | 12 juli 2010      | ATP Båstad                   | Gravel        | Nicolás Almagro         | Robin Söderling (10)     | 7-5, 3-6, 6-2                 | Details |
| 217.                                            | 28 augustus 2021  | ATP Winston-Salem            | Hardcourt     | Ilja Ivasjka            | Mikael Ymer (1)          | 6-0, 6-2                      | Details |
| Gewonnen overige finales (niet door ATP erkend) |                   |                              |               |                         |                          |                               |         |
| 1.                                              | 8 juni 1969       | Saltsjöbaden                 | Gravel        | Jan-Erik Lundqvist (1)  | Martin Mulligan          | 7-9, 6-2, 6-3, 4-6, 7-5       | [ 10 ]  |
| 2.                                              | 1 februari 1970   | Oslo                         | Tapijt (i)    | Jan-Erik Lundqvist (2)  | Bengt Aberg              | 6-4, 6-3, 6-2                 | [ 11 ]  |
| Gewonnen exhibitie finales                      |                   |                              |               |                         |                          |                               |         |
| 1.                                              | 8 maart 1978      | Göteborg                     | Tapijt (i)    | Björn Borg (1)          | Vitas Gerulaitis         | 6-4, 1-6, 6-3                 | [ 12 ]  |

#### Enkelspel (voor open tijdperk)
| Legenda TB categorieën   |
| ------------------------ |
| Categorie A (Grand Slam) |
| Categorie B              |
| Categorie C              |
| Categorie D              |
| Olympische Spelen        |

| Nr.                                                | Datum             | Toernooi                 |   | Loting | Ondergrond         | Winnaar                 | Tegenstander in finale | Score                     | Details |
| -------------------------------------------------- | ----------------- | ------------------------ | - | ------ | ------------------ | ----------------------- | ---------------------- | ------------------------- | ------- |
| Gewonnen finales (TB categorieën: A, B, C en D)    |                   |                          |   |        |                    |                         |                        |                           |         |
| 1.                                                 | 25 februari 1946  | Parijs                   | B | KO16   | Hardcourt/hout (i) | Lennart Bergelin (1)    | Yvon Petra             | 4-6, 5-7, 6-4, 6-4, 6-4   | [ 13 ]  |
| 2.                                                 | 1 december 1946   | London                   | D | KO2    | Hardcourt/hout (i) | Lennart Bergelin (2)    | ?                      | ?                         | [ 14 ]  |
| 3.                                                 | 16 februari 1947  | Stockholm                | D | KO2    | Hardcourt/hout (i) | Lennart Bergelin (3)    | Torsten Johansson      | 8-6, 0-6, 6-4, 6-1        | [ 15 ]  |
| 4.                                                 | 30 maart 1947     | Nice                     | D | KO2    | Gravel             | Lennart Bergelin (4)    | Budge Patty            | 6-3, 6-8, 1-6, 6-2, 8-6   | [ 16 ]  |
| 5.                                                 | 6 april 1947      | Monte Carlo              | B | KO128  | Gravel             | Lennart Bergelin (5)    | Budge Patty            | 6-3, 6-8, 1-6, 6-2, 8-6   | [ 17 ]  |
| 6.                                                 | 31 augustus 1947  | Stockholm                | D | KO2    | Hout (i)?          | Lennart Bergelin (6)    | Torsten Ornberg        | 3-6, 6-3, 6-0, 4-6, 6-1   | [ 18 ]  |
| 7.                                                 | 5 oktober 1947    | Bergamo                  | D | KO2    | Gravel             | Lennart Bergelin (7)    | Gianni Cucelli         | 6-4, 6-4, 8-6             | [ 19 ]  |
| 8.                                                 | 11 januari 1948   | Calcutta                 | D | KO8    | Gras               | Lennart Bergelin (8)    | Sumant Misra           | 8-6, 6-1, 6-4             | [ 20 ]  |
| 9.                                                 | 14 maart 1948     | Stockholm                | D | KO2    | Hardcourt/hout (i) | Lennart Bergelin (9)    | Nils Rohlsson          | 6-2, 7-5, 6-3             | [ 21 ]  |
| 10.                                                | 18 december 1949  | Lima                     | D | KO2    | Gravel             | Lennart Bergelin (10)   | Tom Brown              | 6-3, 2-6, 6-3, 3-6, 6-2   | [ 22 ]  |
| 11.                                                | 26 november 1950  | Stockholm                | D | KO8    | Hardcourt/hout (i) | Lennart Bergelin (11)   | Herbert Flam           | 6-4, 6-4                  | [ 23 ]  |
| 12.                                                | 12 augustus 1951  | Hamburg                  | B | KO64   | Gravel             | Lennart Bergelin (12)   | Sven Davidson          | 4-6, 6-3, 4-6, 6-4, 7-5   | [ 24 ]  |
| 13.                                                | 14 februari 1954  | Manilla                  | D | KO8    | Gras               | Lennart Bergelin (13)   | Felicismo Ampon        | 6-3, 5-7, 6-2, 6-0        | [ 25 ]  |
| 14.                                                | 19 februari 1956  | Buffalo                  | D | KO8    | Hardcourt/hout (i) | Ulf Schmidt (1)         | Sidney Schwartz        | 6-3, 6-3                  | [ 26 ]  |
| 15.                                                | 26 februari 1956  | New York                 | B | KO32   | Hardcourt/hout (i) | Ulf Schmidt (2)         | Sven Davidson          | 6-1, 6-3, 8-10, 6-3       | [ 27 ]  |
| 16.                                                | 3 maart 1957      | Stockholm                | D | KO2    | Hardcourt/hout (i) | Ulf Schmidt (3)         | Sven Davidson          | 6-2, 7-5, 3-6, 8-6        | [ 28 ]  |
| 17.                                                | 14 juli 1957      | Båstad                   | C | KO16   | Gravel             | Ulf Schmidt (4)         | Sven Davidson          | 4-6, 6-4, 6-3, 6-3        | [ 29 ]  |
| 18.                                                | 5 januari 1958    | Calcutta                 | D | KO16   | Gras               | Ulf Schmidt (5)         | Ramanathan Krishnan    | 6-3, 6-2, 4-6, 4-6, 6-3   | [ 30 ]  |
| 19.                                                | 23 februari 1958  | New Delhi                | D | KO4    | Gravel             | Ulf Schmidt (6)         | Billy Knight           | 6-2, 4-6, 6-3, 6-4        | [ 31 ]  |
| 20.                                                | 6 april 1958      | Johannesburg             | D | KO32   | Hardcourt          | Ulf Schmidt (7)         | Torben Ulrich          | 1-6, 12-10, 6-2, 6-8, 6-2 | [ 32 ]  |
| 21.                                                | 18 mei 1958       | Stuttgart (outdoor)      | D | KO32   | Gravel             | Ulf Schmidt (8)         | Jacques Brichant       | 6-4, 6-4, 7-9, 6-1        | [ 33 ]  |
| 22.                                                | 7 juni 1959       | Lausanne                 | C | KO32   | Gravel             | Jan-Erik Lundqvist (1)  | Nicola Pietrangeli     | 6-3, 6-4, 7-5             | [ 34 ]  |
| 23.                                                | 14 juni 1959      | Düsseldorf               | C | KO32   | Gravel             | Jan-Erik Lundqvist (2)  | Patty Budge            | 6-2, 6-0, 4-6, 3-6, 6-4   | [ 35 ]  |
| 24.                                                | 19 juli 1959      | Travemünde               | D | KO4    | Gravel             | Jan-Erik Lundqvist (3)  | Ayala Luis             | 11-9, 6-3                 | [ 36 ]  |
| 25.                                                | 2 augustus 1959   | Athene                   | D | KO2    | Gravel             | Ulf Schmidt (9)         | Robert Howe            | 4-6, 7-5, 6-8, 6-3, 7-5   | [ 37 ]  |
| 26.                                                | 16 augustus 1959  | Brummana                 | D | KO32   | Gravel             | Jan-Erik Lundqvist (4)  | Robert Howe            | 7-5, 6-1, 6-4             | [ 38 ]  |
| 27.                                                | 7 februari 1960   | Kopenhagen               | C | KO32   | Hout (i)           | Jan-Erik Lundqvist (5)  | Torben Ulrich          | 6-3, 6-4, 5-7, 1-6, 7-5   | [ 39 ]  |
| 28.                                                | 17 april 1960     | Stuttgart (outdoor)      | D | KO16   | Gravel             | Ulf Schmidt (10)        | Warren Woodcock        | 6-2, 2-6, 6-4, 1-6, 6-3   | [ 40 ]  |
| 29.                                                | 24 juli 1960      | Travemünde               | D | KO16   | Gravel             | Jan-Erik Lundqvist (6)  | Ramanathan Krishnan    | 7-5, 6-1                  | [ 41 ]  |
| 30.                                                | 12 februari 1961  | Helsinki                 | D | KO32   | Hout (i)           | Ulf Schmidt (11)        | Bobby Wilson           | 6-4, 6-3, 7-9, 8-6        | [ 42 ]  |
| 31.                                                | 26 maart 1961     | Cannes                   | D | KO64   | Gravel             | Ulf Schmidt (12)        | Giuseppe Merlo         | 6-4, 4-6, 6-4, 6-0        | [ 43 ]  |
| 32.                                                | 16 juli 1961      | Båstad                   | C | KO32   | Gravel             | Ulf Schmidt (13)        | Neale Fraser           | 6-3, 6-4, 7-5             | [ 44 ]  |
| 33.                                                | 1 oktober 1961    | Barcelona                | D | KO32   | Gravel             | Jan-Erik Lundqvist (7)  | Esteban Reyes Jr.      | 6-3, 6-4, 6-3             | [ 45 ]  |
| 34.                                                | 18 februari 1962  | Parijs                   | D | KO64   | Hardcourt/hout (i) | Jan-Erik Lundqvist (8)  | Pierre Darmon          | 3-6, 8-10, 6-2, 6-3, 6-4  | [ 46 ]  |
| 35.                                                | 4 maart 1962      | Milaan                   | D | KO2    | Hardcourt/hout (i) | Jan-Erik Lundqvist (9)  | Nicola Pietrangeli     | 6-4, 6-2                  | [ 47 ]  |
| 36.                                                | 18 maart 1962     | Alexandria               | D | KO32   | Gravel             | Jan-Erik Lundqvist (10) | Boro Jovanović         | 6-2, 2-6, 2-6, 7-5, 6-4   | [ 48 ]  |
| 37.                                                | 6 mei 1962        | Stuttgart (outdoor)      | D | KO16   | Gravel             | Ulf Schmidt (14)        | Jan-Erik Lundqvist     | 6-4, 7-5                  | [ 49 ]  |
| 38.                                                | 17 juni 1962      | Saltsjöbaden             | D | KO8    | Gravel             | Jan-Erik Lundqvist (11) | Ulf Schmidt            | 3-6, 1-6, 7-5, 7-5, 6-0   | [ 50 ]  |
| 39.                                                | 29 juli 1962      | Varberg                  | D | KO2    | Gravel             | Ulf Schmidt (15)        | Manuel Santana         | 6-2, 6-8, 6-4, 6-3        | [ 51 ]  |
| 40.                                                | 9 september 1962  | Perth Amboy              | D | KO16   | Gravel             | Ulf Schmidt (16)        | Antonia Palafox        | 6-3, 6-2, 6-4             | [ 52 ]  |
| 41.                                                | 30 september 1962 | Berkeley                 | D | KO64   | Hardcourt          | Jan-Erik Lundqvist (12) | Dennis Ralston         | 3-6, 6-1, 6-3, 6-4        | [ 53 ]  |
| 42.                                                | 4 november 1962   | Buenos Aires             | C | KO32   | Gravel             | Jan-Erik Lundqvist (13) | Patricio Rodriguez     | 2-6, 6-4, 7-5, 2-6, 6-3   | [ 54 ]  |
| 43.                                                | 17 maart 1963     | Alexandria               | D | KO32   | Gravel             | Jan-Erik Lundqvist (14) | Wilhelm Bungert        | 6-2, 2-6, 6-2             | [ 55 ]  |
| 44.                                                | 31 maart 1963     | Cannes                   | D | KO64   | Gravel             | Jan-Erik Lundqvist (15) | István Gulyás          | 6-1, 3-6, 6-3, 8-6        | [ 56 ]  |
| 45.                                                | 5 mei 1963        | Napels                   | C | KO64   | Gravel             | Jan-Erik Lundqvist (16) | Fred Stolle            | 6-3, 0-6, 3-6, 6-3, 6-1   | [ 57 ]  |
| 46.                                                | 9 juni 1963       | Saltsjöbaden             | D | KO4    | Gravel             | Jan-Erik Lundqvist (17) | Fred Stolle            | 10-8, 7-5, 6-3            | [ 58 ]  |
| 47.                                                | 9 juni 1963       | Oslo                     | D | KO8    | Hardcourt          | Jan-Erik Lundqvist (18) | Warren Woodcock        | 6-4, 0-6, 6-2, 6-4        | [ 59 ]  |
| 48.                                                | 14 juli 1963      | Båstad                   | C | KO32   | Gravel             | Jan-Erik Lundqvist (19) | Boro Jovanović         | 6-4, 7-5, 6-4             | [ 60 ]  |
| 49.                                                | 5 april 1964      | San Remo                 | D | KO32   | Gravel             | Jan-Erik Lundqvist (20) | Nicola Pietrangeli     | 11-9, 6-1, 6-4            | [ 61 ]  |
| 50.                                                | 10 mei 1964       | Rome                     | B | KO128  | Gravel             | Jan-Erik Lundqvist (21) | Fred Stolle            | 1-6, 7-5, 6-3, 6-1        | [ 62 ]  |
| 51.                                                | 14 februari 1965  | Keulen                   | D | KO32   | Hardcourt/hout (i) | Jan-Erik Lundqvist (22) | Bobby Wilson           | 6-4, 6-4, 3-6, 4-6, 8-6   | [ 63 ]  |
| 52.                                                | 21 februari 1965  | Salisbury                | B | KO64   | Hardcourt/hout (i) | Jan-Erik Lundqvist (23) | Dennis Ralston         | 4-6, 13-11, 6-4, 11-9     | [ 64 ]  |
| 53.                                                | 25 april 1965     | Bournemouth              | D | KO64   | Gravel             | Jan-Erik Lundqvist (24) | Cliff Drysdale         | 3-6, 6-4, 8-6, 6-1        | [ 65 ]  |
| 54.                                                | 30 mei 1965       | Surbiton                 | D | KO64   | Gras               | Jan-Erik Lundqvist (25) | Roger Taylor           | 9-7, 6-3                  | [ 66 ]  |
| 55.                                                | 9 januari 1966    | Madrid                   | D | KO4    | Hardcourt (i)      | Jan-Erik Lundqvist (26) | Manuel Santana         | 7-5, 11-9                 | [ 67 ]  |
| 56.                                                | 13 maart 1966     | Caïro                    | D | KO32   | Gravel             | Jan-Erik Lundqvist (27) | Ken Fletcher           | 6-3, 6-3, 6-2             | [ 68 ]  |
| 57.                                                | 23 april 1967     | Madrid                   | C | KO16   | Gravel             | Jan-Erik Lundqvist (28) | Roy Emerson            | 3-6, 6-3, 6-4             | [ 69 ]  |
| 58.                                                | 30 april 1967     | Bournemouth              | D | KO64   | Gravel             | Jan-Erik Lundqvist (29) | Bob Hewitt             | 6-1, 6-8, 6-3, 6-2        | [ 70 ]  |
| Gewonnen finales (TB categorieën: E en Exhibities) |                   |                          |   |        |                    |                         |                        |                           |         |
| 1.                                                 | 11 februari 1946  | Stockholm                | E | KO2    | Hardcourt/hout (i) | Lennart Bergelin (1)    | Torsten Johansson      | 6-8, 6-3, 6-3, 13-11      | [ 71 ]  |
| 2.                                                 | 22 augustus 1948  | Stockholm                | E | KO2    | Hardcourt          | Lennart Bergelin (2)    | Borje Fronstedt        | 6-4, 6-4, 9-7             | [ 72 ]  |
| 3.                                                 | 13 augustus 1950  | Saxmundham               | E | KO2    | Gras               | Ulf Schmidt (1)         | Bosse Andersson        | 4-6, 6-4, 6-2             | [ 73 ]  |
| 4.                                                 | 27 augustus 1950  | Stockholm                | E | KO2    | Hardcourt          | Lennart Bergelin (3)    | Bertil Blomquist       | 6-1, 6-2, 6-0             | [ 74 ]  |
| 5.                                                 | 6 mei 1951        | Wiesbaden                | E | KO8    | Gravel             | Lennart Bergelin (4)    | Staffan Stockenberg    | 6-2, 6-0, 6-0             | [ 75 ]  |
| 6.                                                 | 2 december 1951   | Stockholm                | E | KO2    | Hardcourt/hout (i) | Ulf Schmidt (2)         | Aake Eliason           | 6-2, 6-3                  | [ 76 ]  |
| 7.                                                 | 3 mei 1953        | Florence                 | E | KO2    | Gravel             | Lennart Bergelin (5)    | Giuseppe Merlo         | 6-3, 6-4, 6-4             | [ 77 ]  |
| 8.                                                 | 24 mei 1953       | Berlijn                  | E | KO4    | Hardcourt          | Lennart Bergelin (6)    | George Worthington     | 6-3, 6-3, 6-3             | [ 78 ]  |
| 9.                                                 | 19 juni 1953      | Düsseldorf               | E | KO2    | Gravel             | Lennart Bergelin (7)    | Milan Matous           | 6-3, 6-0, 6-2             | [ 79 ]  |
| 10.                                                | 14 februari 1954  | Manilla                  | E | KO2    | Gravel             | Lennart Bergelin (8)    | Felicismo Ampon        | 6-3, 5-7, 6-2, 6-0        | [ 80 ]  |
| 11.                                                | 2 mei 1954        | Wiesbaden                | E | KO4    | Gravel             | Lennart Bergelin (9)    | Ernst Buchholz         | 6-2, 6-1, 6-3             | [ 81 ]  |
| 12.                                                | 7 november 1954   | Stockholm                | E | KO8    | Hardcourt/hout (i) | Ulf Schmidt (3)         | Sören Højberg          | 6-3, 12-10                | [ 82 ]  |
| 13.                                                | 5 januari 1958    | Allahabad                | E | KO2    | Hardcourt          | Ulf Schmidt (4)         | Ramanathan Krishnan    | 6-3, 6-1, 6-4             | [ 83 ]  |
| 14.                                                | 16 februari 1958  | Manilla                  | E | KO4    | Gravel             | Ulf Schmidt (5)         | Raymundo Deyro         | 6-2, 6-4, 6-1             | [ 84 ]  |
| 15.                                                | 23 augustus 1959  | Bamberg                  | E | KO32   | Gravel             | Ulf Schmidt (6)         | William Alvarez        | 6-0, 6-3, 6-2             | [ 85 ]  |
| 16.                                                | 3 april 1960      | Göteborg                 | E | KO2    | Hardcourt/hout (i) | Ulf Schmidt (7)         | Jan-Erik Lundqvist     | 8-6, 6-3, 6-4             | [ 86 ]  |
| 17.                                                | 19 februari 1961  | Stockholm                | E | KO2    | Hardcourt/hout (i) | Ulf Schmidt (8)         | Birger Folke           | 6-3, 6-0, 6-4             | [ 87 ]  |
| 18.                                                | 27 augustus 1961  | Stockholm                | E | KO2    | Hout (i)?          | Jan-Erik Lundqvist (1)  | Ulf Schmidt            | 6-4, 12-10, 6-1           | [ 88 ]  |
| 19.                                                | 11 februari 1962  | Oslo                     | E | KO8    | Hout (i)           | Ulf Schmidt (9)         | Jorgen Ulrich          | 6-3, 6-4, 7-9, 6-4        | [ 89 ]  |
| 20.                                                | 11 november 1962  | Osaka                    | E | KO4    | Hardcourt          | Ulf Schmidt (10)        | Osamu Ishiguro         | 6-4, 2-6, 3-6, 6-0, 6-4   | [ 90 ]  |
| 21.                                                | 10 februari 1963  | Stockholm                | E | KO16   | Hout (i)           | Jan-Erik Lundqvist (2)  | Ulf Schmidt            | 6-4, 8-6, 1-6, 6-3        | [ 91 ]  |
| 22.                                                | 17 februari 1963  | Parijs                   | E | KO32   | Hardcourt/hout (i) | Jan-Erik Lundqvist (3)  | Jean-Claude Barclay    | 6-4, 8-6, 6-2             | [ 92 ]  |
| 23.                                                | 3 maart 1963      | Lyon                     | E | KO8    | Hardcourt/hout (i) | Jan-Erik Lundqvist (4)  | Eduardo Soriano        | 6-3, 7-5, 14-12           | [ 93 ]  |
| 24.                                                | 7 juni 1964       | Oslo                     | E | KO2    | Hardcourt          | Jan-Erik Lundqvist (5)  | Eduardo Zuleta         | 6-2, 6-4, 6-2             | [ 94 ]  |
| 25.                                                | 27 februari 1966  | Parijs                   | E | KO32   | Hardcourt/hout (i) | Jan-Erik Lundqvist (6)  | Bobby Wilson           | 6-4, 6-4, 6-4             | [ 95 ]  |
| 26.                                                | 24 juli 1966      | Cup of Champions, Båstad | E | RRF4   | Gravel             | Jan-Erik Lundqvist (7)  | Fred Stolle            | 5-7, 6-4, 1-6, 7-5, 8-6   | [ 96 ]  |
| 27.                                                | 5 februari 1967   | Stockholm                | E | KO32   | Hout (i)           | Jan-Erik Lundqvist (8)  | Alex Metreveli         | 6-2, 7-5, 6-4             | [ 97 ]  |
| 28.                                                | 12 maart 1967     | Caïro                    | E | KO64   | Gravel             | Jan-Erik Lundqvist (9)  | Ismail El Shafei       | 6-4, 6-4, 6-2             | [ 98 ]  |

#### Landenteams
| Nr.              | Toernooi           | Jaar | Locatie finale                   | Ondergrond    | Winnaar                                                             | Tegenstander in finale                                                 | Score | Details |
| ---------------- | ------------------ | ---- | -------------------------------- | ------------- | ------------------------------------------------------------------- | ---------------------------------------------------------------------- | ----- | ------- |
| Gewonnen finales |                    |      |                                  |               |                                                                     |                                                                        |       |         |
| 1.               | Davis Cup (1)      | 1975 | Kungliga tennishallen, Stockholm | Tapijt (i)    | Zweden Björn Borg Ove Bengtson                                      | Verenigde Staten Jiří Hřebec Jan Kodeš Vladimír Zedník                 | 3-2   | Details |
| 2.               | Davis Cup (2)      | 1984 | Scandinavium, Göteborg           | Gravel (i)    | Zweden Mats Wilander Henrik Sundström Stefan Edberg Anders Järryd   | Verenigde Staten Jimmy Connors John McEnroe Peter Fleming Jimmy Arias  | 4-1   | Details |
| 3.               | Davis Cup (3)      | 1985 | Olympiahalle, München            | Tapijt (i)    | Zweden Mats Wilander Stefan Edberg Joakim Nyström                   | West-Duitsland Michael Westphal Boris Becker Andreas Maurer            | 3-2   | Details |
| 4.               | Davis Cup (4)      | 1987 | Scandinavium, Göteborg           | Gravel (i)    | Zweden Mats Wilander Anders Järryd Joakim Nyström                   | India Ramesh Krishnan Vijay Amritraj Anand Amritraj                    | 5-0   | Details |
| 5.               | World Team Cup (1) | 1988 | Rochusclub, Düsseldorf           | Gravel        | Zweden Stefan Edberg Kent Carlsson Anders Järryd                    | Verenigde Staten Tim Mayotte Aaron Krickstein Ken Flach Robert Seguso  | 2-0   | Details |
| 6.               | World Team Cup (2) | 1991 | Rochusclub, Düsseldorf           | Gravel        | Zweden Magnus Gustafsson Stefan Edberg                              | Joegoslavië Goran Prpic Goran Ivanisevic Slobodan Živojinović          | 2-1   | Details |
| 7.               | Davis Cup (5)      | 1994 | Olimpijskij, Moskou              | Tapijt (i)    | Zweden Stefan Edberg Magnus Larsson Jan Apell Jonas Björkman        | Rusland Aleksandr Volkov Jevgeni Kafelnikov Andrej Olchovski           | 4-1   | Details |
| 8.               | World Team Cup (3) | 1995 | Rochusclub, Düsseldorf           | Gravel        | Zweden Stefan Edberg Magnus Larsson Jonas Björkman                  | Kroatië Sasa Hirszon Goran Ivanisevic                                  | 2-1   | Details |
| 9.               | Davis Cup (6)      | 1997 | Scandinavium, Göteborg           | Tapijt (i)    | Zweden Jonas Björkman Magnus Larsson Nicklas Kulti                  | Verenigde Staten Michael Chang Pete Sampras Todd Martin Jonathan Stark | 5-0   | Details |
| 10.              | Davis Cup (7)      | 1998 | Mediolanum Forum, Milaan         | Gravel (i)    | Zweden Magnus Norman Magnus Gustafsson Jonas Björkman Nicklas Kulti | Italië Andrea Gaudenzi Davide Sanguinetti Diego Nargiso Gianluca Pozzi | 4-1   | Details |
| 11.              | World Team Cup (4) | 2008 | Rochusclub, Düsseldorf           | Gravel        | Zweden Robin Söderling Thomas Johansson Robert Lindstedt            | Rusland Michail Joezjny Igor Andrejev Dmitri Toersoenov                | 2-1   | Details |
| Verloren finales |                    |      |                                  |               |                                                                     |                                                                        |       |         |
| 1.               | Davis Cup (1)      | 1983 | Kooyong Stadium, Melbourne       | Gras          | Australië Pat Cash John Fitzgerald Mark Edmondson Paul McNamee      | Zweden Mats Wilander Joakim Nyström Anders Järryd Hans Simonsson       | 3-2   | Details |
| 2.               | World Team Cup (2) | 1986 | Rochusclub, Düsseldorf           | Gravel        | Frankrijk Henri Leconte Thierry Tulasne Guy Forget                  | Zweden Anders Järryd Mats Wilander                                     | 2-1   | Details |
| 3.               | Davis Cup (2)      | 1986 | Kooyong Stadium, Melbourne       | Gras          | Australië Pat Cash Paul McNamee John Fitzgerald                     | Zweden Stefan Edberg Mikael Pernfors Anders Järryd                     | 3-2   | Details |
| 4.               | Davis Cup (3)      | 1988 | Scandinavium, Göteborg           | Gravel (i)    | West-Duitsland Carl-Uwe Steeb Boris Becker Eric Jelen Patrik Kühnen | Zweden Mats Wilander Stefan Edberg Anders Järryd Kent Carlsson         | 4-1   | Details |
| 5.               | Davis Cup (4)      | 1989 | Schleyer-Halle, Stuttgart        | Tapijt (i)    | West-Duitsland Carl-Uwe Steeb Boris Becker Eric Jelen               | Zweden Mats Wilander Stefan Edberg Jan Gunnarsson Anders Järryd        | 4-1   | Details |
| 6.               | Davis Cup (5)      | 1996 | Malmömässan, Malmö               | Hardcourt (i) | Frankrijk Cédric Pioline Arnaud Boetsch Guy Forget Guillaume Raoux  | Zweden Stefan Edberg Thomas Enqvist Jonas Björkman Nicklas Kulti       | 3-2   | Details |
| 7.               | World Team Cup (1) | 1999 | Rochusclub, Düsseldorf           | Gravel        | Australië Mark Philippoussis Patrick Rafter Sandon Stolle           | Zweden Jonas Björkman Thomas Enqvist Nicklas Kulti                     | 2-1   | Details |

#### Statistieken (open tijdperk)
| Aantal enkelspeltitels per ondergrond | Aantal enkelspeltitels per ondergrond | Aantal enkelspeltitels per ondergrond | Aantal enkelspeltitels per ondergrond | Aantal enkelspeltitels per ondergrond |
| ------------------------------------- | ------------------------------------- | ------------------------------------- | ------------------------------------- | ------------------------------------- |
|                                       |                                       |                                       |                                       |                                       |
| Gravel                                | Gravel                                |                                       | 100                                   | 100                                   |
| Hardcourt                             | Hardcourt                             |                                       | 88                                    | 88                                    |
| Tapijt                                | Tapijt                                |                                       | 68                                    | 68                                    |
| Gras                                  | Gras                                  |                                       | 20                                    | 20                                    |

| Aantal enkelspeltitels per categorie | Aantal enkelspeltitels per categorie | Aantal enkelspeltitels per categorie | Aantal enkelspeltitels per categorie | Aantal enkelspeltitels per categorie |
| ------------------------------------ | ------------------------------------ | ------------------------------------ | ------------------------------------ | ------------------------------------ |
|                                      |                                      |                                      |                                      |                                      |
| Grand Slam                           | Grand Slam                           |                                      | 25                                   | 25                                   |
| Olympische Spelen                    | Olympische Spelen                    |                                      | 0                                    | 0                                    |
| ATP Finals/WCT Finals                | ATP Finals/WCT Finals                |                                      | 5                                    | 5                                    |
| ATP Tour Masters 1000                | ATP Tour Masters 1000                |                                      | 23                                   | 23                                   |
| ATP Tour 500                         | ATP Tour 500                         |                                      | 17                                   | 17                                   |
| Overig                               | Overig                               |                                      | 211                                  | 211                                  |

|  |

|  |

|  |

|  |

|  |

|  |

| 8 |

| 5 |

| 6 |

| 12 |

| 10 |

| 12 |

| 10 |

| 4 |

| 5 |

| 13 |

| 13 |

| 12 |

| 16 |

| 18 |

| 17 |

| 3 |

| 11 |

| 11 |

| 7 |

| 6 |

| 8 |

| 6 |

| 6 |

| 9 |

| 6 |

| 10 |

| 11 |

| 2 |

| 3 |

|  |

| 3 |

| 5 |

|  |

|  |

| 1 |

| 1 |

| 2 |

| 4 |

|  |

|  |

|  |

|  |

|  |

|  |

|  |

|  |

|  |

|  |

|  |

|  |

Bijgewerkt t/m 09-06-2024

### Toernooien
| Naam                                           | Plaats                    | Categorie | Ondergrond                                                                                  | Periode                      | Locatie               | Jaargangen                                                 |
| ---------------------------------------------- | ------------------------- | --- | ------------------------------------------------------------------------------------------- | ---------------------------- | --------------------- | ---------------------------------------------------------- |
| Huidige toernooien                             |                           | |                                                                                             |                              |                       |                                                            |
| SkiStar Swedish Open                           | Båstad                    | ATP World Tour 250 (2009-heden) ATP International Series (1998-2008) ATP World Series (1990-1997)                         | Gravel, buiten                                                                              | Juli                         | Båstad Tennisstadion  | vanaf 1948                                                 |
| If Stockholm Open                              | Stockholm                 | ATP World Tour 250 (2009-heden) ATP International Series (1998-2008) ATP World Series (1995-1997) ATP Super 9 (1990-1994) | Hardcourt, indoor (1969-1979, 1981-1988, 1995-heden) Tapijt, indoor (1980, 1989-1994)       | Oktober/november             | Kungliga tennishallen | vanaf 1969                                                 |
| Båstad Challenger                              | Båstad                    | ATP Challenger | Gravel, buiten                                                                              | Juli                         |                       | vanaf 2016                                                 |
| Voormalige toernooien                          |                           | |                                                                                             |                              |                       |                                                            |
| Jönköping Challenger                           | Jönköping                 | ATP Challenger | Hardcourt, indoor                                                                           | Maart                        |                       | 2016                                                       |
| Bromma Challenger                              | Bromma                    | ATP Challenger | Hardcourt, indoor                                                                           | Maart                        | RC Arena              | 1996                                                       |
| Göteborg Challenger                            | Göteborg                  | ATP Challenger | Hardcourt, indoor                                                                           | Oktober                      |                       | 1993                                                       |
| Scandinavian Indoor Championships              | Stockholm                 | | Tapijt, indoor (1975 en 1971) Hout, indoor (1967, 1963, 1959, 1956, 1952, 1949, 1939, 1936) | Januari/februari             |                       | 1975, 1971, 1967, 1963, 1959, 1956, 1952, 1949, 1939, 1936 |
| Uppsala Open                                   | Uppsala                   | | Tapijt, indoor                                                                              | December                     | Fyrishallen           | 1975                                                       |
| WCT Göteborg                                   | Göteborg                  | WCT circuit | Tapijt, indoor                                                                              | April (1973) November (1972) | Scandinavium          | 1972-1973                                                  |
| Champions Cup                                  | Båstad                    | Exhibitie toernooi | Gravel, buiten                                                                              | Juli                         |                       | 1969-1973, 1966-1967                                       |
| Swedish International                          | Saltsjöbaden              | | Gravel, buiten                                                                              | Juni                         |                       | 1965-1971, 1962-1963, 1960                                 |
| Swedish Pro Championships                      | Stockholm                 | | Indoor                                                                                      | Oktober                      |                       | 1962                                                       |
| Varberg                                        | Varberg                   | | Gravel, buiten                                                                              | Juli                         |                       | 1962                                                       |
| Swedish International Hard Court Championships | Stockholm                 | | Gravel, buiten                                                                              | Augustus                     |                       | 1961, 1958, 1947-1950                                      |
| Swedish Covered Court Championships            | Stockholm Göteborg (1960) | | Indoor                                                                                      |                              |                       | 1946-1961, 1926, 1898-1913                                 |

## Vrouwen

### "Top 150" speelsters enkelspel (vanafopen tijdperk)
| Nr. | Speelster              | Hoogste positie | Datum hoogste positie | W-V     | Titels | Finales |
| --- | ---------------------- | --------------- | --------------------- | ------- | ------ | ------- |
| 1.  | Catarina Lindqvist     | 10              | 1985-04-15            | 297-207 | 5      | 5       |
| 2.  | Åsa Svensson           | 28              | 1996-04-01            | 332-287 | 2      | 2       |
| 3.  | Sofia Arvidsson        | 29              | 2006-05-01            | 459-332 | 2      | 2       |
| 4.  | Helena Anliot          | 32              | 1977-08-31            | 13-29   | 1      | 2       |
| 5.  | Carina Karlsson        | 42              | 1985-06-00            | 57-69   | 0      | 1       |
| 6.  | Rebecca Peterson       | 43              | 2019-10-21            | 259-144 | 2      | 0       |
| 7.  | Johanna Larsson        | 45              | 2016-09-19            | 442-338 | 2      | 3       |
| 8.  | Rebecca Peterson       | 52              | 2018-10-22            | 227-124 | 0      | 0       |
| 9.  | Nina Bohm              | 52              | 1981-12-00            | 28-45   | 0      | 0       |
| 10. | Catrin Jexell          | 58              |                       | 60-36   | 1      | 1       |
| 11. | Mimmi Wikstedt         | 61              | 1976-12-00            | 000     | 0      | 0       |
| 12. | Lena Sandin            | 62              | 1981-12-00            | 15-24   | 0      | 0       |
| 13. | Cecilia Dahlman        | 63              | 1990-07-23            | 160-120 | 2      | 0       |
| 14. | Ingrid Löfdahl-Bentzer | 64              | 1976-12-00            | 20-37   | 1      | 2       |
| 15. | Maria Strandlund       | 80              | 1989-11-20            | 180-165 | 0      | 0       |
| 16. | Elisabeth Ekblom       | 82              | 1980-12-00            | 31-33   | 0      | 0       |
| 17. | Maria Lindstrom        | 87              | 1988-02-15            | 143-169 | 0      | 0       |
| 18. | Karolina Karlsson      | 136             | 1986-12-22            | 48-33   | 0      | 0       |
| 19. | Monica Lundqvist       | 143             | 1987-01-05            | 51-50   | 0      | 0       |
| 20. | Maria Ekstrand         | 146             | 1991-07-15            | 122-110 | 0      | 0       |
| 21. | Jonna Jonerup          | 147             | 1989-01-02            | 71-78   | 0      | 0       |
| 22. | Kristina Triska        | 147             | 1997-09-15            | 118-106 | 0      | 0       |
| 23. | Christina Sandberg     |                 |                       | 000     |        | 4       |

Bijgewerkt t/m 25-08-2020

#### Grandslam speelsters enkelspel (vooropen tijdperk)
| Speelster          | Titels | Finales |
| ------------------ | ------ | ------- |
| Christina Sandberg | 2      |         |

### Finaleplaatsen
| Legenda                | Legenda                  |
| ---------------------- | ------------------------ |
| Grandslamtoernooi      |                          |
| Olympische Spelen      |                          |
| Year-End Championships |                          |
| tot 2009               | 2009 – 2020 / vanaf 2021 |
| Tier I                 | Premier Mandatory        |
| Tier II                | Premier Five / WTA 1000  |
| Tier III               | Premier / WTA 500        |
| Tier IV & V            | International / WTA 250  |
|                        | Challenger / WTA 125     |

#### Enkelspel (open tijdperk)
| Nr.              | Finaledatum       | Toernooi            | Ondergrond    | Winnares                   | Tegenstandster in finale   | Score         |         |
| ---------------- | ----------------- | ------------------- | ------------- | -------------------------- | -------------------------- | ------------- | ------- |
| Gewonnen finales |                   |                     |               |                            |                            |               |         |
| 1.               | 23 juli 1972      | WTA Båstad          | Gravel        | Ingrid Löfdahl-Bentzer (1) | Christina Sandberg         | 2-6, 6-3, 8-6 |         |
| 2.               | 25 november 1974  | Gympie              | Gravel        | Helena Anliot (1)          | Natasha Chmyreva           | 6-1, 7-5      |         |
| 3.               | 8 januari 1978    | WTA Auckland        | Gras          | Helena Anliot (2)          | Marilyn Tesch              | 6-4, 6-3      |         |
| 4.               | 7 november 1982   | WTA Hongkong        | Hardcourt     | Catrin Jexell (1)          | Alycia Moulton             | 6-3, 7-5      |         |
| 5.               | 15 januari 1984   | WTA Hershey         | Tapijt (i)    | Catarina Lindqvist (1)     | Beth Herr                  | 6-4, 6-0      |         |
| 6.               | 21 oktober 1984   | WTA Filderstadt     | Hardcourt (i) | Catarina Lindqvist (2)     | Steffi Graf                | 6-1, 6-4      |         |
| 7.               | 6 januari 1985    | Ginny Championships | Hardcourt (i) | Catarina Lindqvist (3)     | Terry Holladay             | 6-3, 6-1      |         |
| 8.               | 17 september 1989 | WTA Athene          | Gravel        | Cecilia Dahlman (1)        | Rachel McQuillan           | 6-3, 1-6, 7-5 |         |
| 9.               | 14 april 1990     | WTA Japan (Tokio)   | Hardcourt     | Catarina Lindqvist (4)     | Elizabeth Smylie           | 6-3, 6-2      |         |
| 10.              | 16 september 1990 | WTA Athene          | Gravel        | Cecilia Dahlman (2)        | Katia Piccolini            | 7-5, 7-5      |         |
| 11.              | 10 februari 1991  | WTA Oslo            | Tapijt (i)    | Catarina Lindqvist (5)     | Raffaella Reggi            | 6-3, 6-0      |         |
| 12.              | 14 november 1999  | WTA Kuala Lumpur    | Hardcourt     | Åsa Svensson (1)           | Erika deLone               | 6-2, 6-4      | Details |
| 13.              | 5 mei 2002        | WTA Bol             | Gravel        | Åsa Svensson (2)           | Iva Majoli                 | 6-3, 4-6, 6-1 | Details |
| 14.              | 25 februari 2006  | WTA Memphis         | Hardcourt (i) | Sofia Arvidsson (1)        | Marta Domachowska          | 6-2, 2-6, 6-3 | Details |
| 15.              | 25 februari 2012  | WTA Memphis         | Hardcourt (i) | Sofia Arvidsson (2)        | Marina Erakovic            | 6-3, 6-4      | Details |
| 16.              | 19 juli 2015      | WTA Båstad          | Gravel        | Johanna Larsson (1)        | Mona Barthel               | 6-3, 7-6      | Details |
| 17.              | 26 mei 2018       | WTA Neurenberg      | Gravel        | Johanna Larsson (2)        | Alison Riske               | 7-6, 6-4      | Details |
| 18.              | 15 september 2019 | WTA Nanchang        | Hardcourt     | Rebecca Peterson (1)       | Jelena Rybakina            | 6-2, 6-0      | Details |
| 19.              | 13 oktober 2019   | WTA Tianjin         | Hardcourt     | Rebecca Peterson (2)       | Heather Watson             | 6-4, 6-4      | Details |
| Verloren finales |                   |                     |               |                            |                            |               |         |
| 1.               | 7 juli 1969       | WTA Båstad          | Gravel        | Peaches Bartkowicz         | Christina Sandberg (1)     | 5-7, 6-4, 6-2 |         |
| 2.               | 12 juli 1970      | WTA Båstad          | Gravel        | Peaches Bartkowicz         | Ingrid Löfdahl-Bentzer (1) | 6-1, 6-1      |         |
| 3.               | 11 juli 1971      | WTA Båstad          | Gravel        | Helga Masthoff             | Ingrid Löfdahl-Bentzer (2) | 4-6, 6-1, 6-3 |         |
| 4.               | 26 juli 1971      | Hilversum           | Gravel        | Evonne Goolagong           | Christina Sandberg (2)     | 8-6, 6-3      |         |
| 5.               | 23 juli 1972      | WTA Båstad          | Gravel        | Ingrid Löfdahl-Bentzer     | Christina Sandberg (3)     | 2-6, 6-3, 8-6 |         |
| 6.               | 9 juli 1973       | WTA Båstad          | Gravel        | Glynis Coles               | Christina Sandberg (4)     | 4-6, 6-4, 6-3 |         |
| 7.               | 5 juli 1976       | WTA Båstad          | Gravel        | Renáta Tomanová            | Helen Anliot (1)           | 6-3, 6-2      |         |
| 8.               | 5 december 1977   | WTA Brisbane        | Gras          | Regina Maršíková           | Helen Anliot (2)           | 6-1, 3-6, 6-4 |         |
| 9.               | februari 1983     | WTA Ridgewood       | Tapijt (i)    | Alycia Moulton             | Catrin Jexell (1)          | 6-4, 6-2      |         |
| 10.              | 10 maart 1985     | WTA Princeton       | Tapijt (i)    | Hana Mandlíková            | Catarina Lindqvist (1)     | 6-3, 7-5      |         |
| 11.              | 20 oktober 1985   | WTA Filderstadt     | Hardcourt (i) | Pam Shriver                | Catarina Lindqvist (2)     | 6-1, 7-5      |         |
| 12.              | 4 november 1985   | WTA Hilversum       | Tapijt (i)    | Katerina Maleeva           | Carina Karlsson (1)        | 6-3, 6-2      |         |
| 13.              | 26 oktober 1986   | WTA Brighton        | Tapijt (i)    | Steffi Graf                | Catarina Lindqvist (3)     | 6-3, 6-3      |         |
| 14.              | 12 juli 1987      | WTA Båstad          | Gravel        | Sandra Cecchini            | Catarina Lindqvist (4)     | 6-4, 6-4      |         |
| 15.              | 15 januari 1989   | WTA Sydney          | Hardcourt     | Martina Navrátilová        | Catarina Lindqvist (5)     | 6-2, 6-4      |         |
| 16.              | 15 mei 1994       | WTA Praag           | Gravel        | Amanda Coetzer             | Åsa Svensson (1)           | 6-1, 7-6      | Details |
| 17.              | 16 april 1995     | WTA Houston         | Gravel        | Steffi Graf                | Åsa Svensson (2)           | 6-1, 6-1      | Details |
| 18.              | 6 november 2005   | WTA Québec          | Tapijt (i)    | Amy Frazier                | Sofia Arvidsson (1)        | 6-1, 7-5      | Details |
| 19.              | 20 februari 2010  | WTA Memphis         | Hardcourt (i) | Maria Sjarapova            | Sofia Arvidsson (2)        | 6-2, 6-1      | Details |
| 20.              | 25 juli 2010      | WTA Portorož        | Hardcourt     | Anna Tsjakvetadze          | Johanna Larsson (1)        | 6-1, 6-2      | Details |
| 21.              | 9 juli 2011       | WTA Båstad          | Gravel        | Polona Hercog              | Johanna Larsson (2)        | 6-4, 7-5      | Details |
| 22.              | 21 juli 2013      | WTA Båstad          | Gravel        | Serena Williams            | Johanna Larsson (3)        | 6-4, 6-1      | Details |

#### Landenteams
| Nr.              | Toernooi | Jaar | Locatie finale | Ondergrond | Winnaar | Tegenstander in finale | Score | Details |
| ---------------- | -------- | ---- | -------------- | ---------- | ------- | ---------------------- | ----- | ------- |
| Gewonnen finales |          |      |                |            |         |                        |       |         |
| Geen             |          |      |                |            |         |                        |       |         |
| Verloren finales |          |      |                |            |         |                        |       |         |
| Geen             |          |      |                |            |         |                        |       |         |

#### Statistieken (open tijdperk)
| Aantal enkelspeltitels per ondergrond | Aantal enkelspeltitels per ondergrond | Aantal enkelspeltitels per ondergrond | Aantal enkelspeltitels per ondergrond | Aantal enkelspeltitels per ondergrond |
| ------------------------------------- | ------------------------------------- | ------------------------------------- | ------------------------------------- | ------------------------------------- |
|                                       |                                       |                                       |                                       |                                       |
| Hardcourt                             | Hardcourt                             |                                       | 9                                     | 9                                     |
| Gravel                                | Gravel                                |                                       | 7                                     | 7                                     |
| Tapijt                                | Tapijt                                |                                       | 2                                     | 2                                     |
| Gras                                  | Gras                                  |                                       | 1                                     | 1                                     |

| Aantal enkelspeltitels per categorie | Aantal enkelspeltitels per categorie | Aantal enkelspeltitels per categorie | Aantal enkelspeltitels per categorie | Aantal enkelspeltitels per categorie |
| ------------------------------------ | ------------------------------------ | ------------------------------------ | ------------------------------------ | ------------------------------------ |
|                                      |                                      |                                      |                                      |                                      |
| Grand Slam                           | Grand Slam                           |                                      | 0                                    | 0                                    |
| Olympische Spelen                    | Olympische Spelen                    |                                      | 0                                    | 0                                    |
| WTA Tour Championships               | WTA Tour Championships               |                                      | 0                                    | 0                                    |
| Premier Mandatory                    | Premier Mandatory                    |                                      | 0                                    | 0                                    |
| Premier Five                         | Premier Five                         |                                      | 0                                    | 0                                    |
| Premier                              | Premier                              |                                      | 3                                    | 3                                    |
| International                        | International                        |                                      | 16                                   | 16                                   |
| Challenger                           | Challenger                           |                                      | 0                                    | 0                                    |

|  |

|  |

|  |

|  |

| 1 |

|  |

| 1 |

|  |

|  |

|  |

| 1 |

|  |

|  |

|  |

| 2 |

|  |

| 1 |

| 1 |

|  |

|  |

|  |

| 1 |

| 2 |

| 1 |

|  |

|  |

|  |

|  |

|  |

|  |

|  |

| 1 |

|  |

|  |

| 1 |

|  |

|  |

|  |

| 1 |

|  |

|  |

|  |

|  |

|  |

| 1 |

|  |

|  |

| 1 |

|  |

|  |

| 1 |

| 2 |

Bijgewerkt t/m 25-08-2020

### Toernooien
| Naam                              | Plaats    | Categorie         | Ondergrond                                                                                  | Periode          | Locatie                   | Jaargangen                                                 |
| --------------------------------- | --------- | ----------------- | ------------------------------------------------------------------------------------------- | ---------------- | ------------------------- | ---------------------------------------------------------- |
| Huidige toernooien                |           |                   |                                                                                             |                  |                           |                                                            |
| Geen                              |           |                   |                                                                                             |                  |                           |                                                            |
| Voormalige toernooien             |           |                   |                                                                                             |                  |                           |                                                            |
| Ericsson Open                     | Båstad    | WTA International | Gravel, buiten                                                                              | Juli             | Båstad Tennisstadion      | 2009-2017, 1948-1990                                       |
| Nordic Light Open                 | Stockholm | WTA Tier IV       | Hardcourt, buiten (2004-2008)                                                               | Juli/augustus    | Stockholms Olympiastadion | 2004-2008                                                  |
| Stockholm Open                    | Stockholm |                   | Tapijt, indoor (1975-1980)                                                                  | Oktober          |                           | 1975-1980                                                  |
| Scandinavian Indoor Championships | Stockholm |                   | Tapijt, indoor (1975 en 1971) Hout, indoor (1967, 1963, 1959, 1956, 1952, 1949, 1939, 1936) | Januari/februari |                           | 1975, 1971, 1967, 1963, 1959, 1956, 1952, 1949, 1939, 1936 |

## Gemengd

### Finaleplaatsen

#### Landenteams
| Nr.              | Toernooi       | Jaar | Locatie finale | Ondergrond    | Winnaar                                   | Tegenstander in finale             | Score | Details |
| ---------------- | -------------- | ---- | -------------- | ------------- | ----------------------------------------- | ---------------------------------- | ----- | ------- |
| Gewonnen finales |                |      |                |               |                                           |                                    |       |         |
| Geen             |                |      |                |               |                                           |                                    |       |         |
| Verloren finales |                |      |                |               |                                           |                                    |       |         |
| 1.               | Hopman Cup (1) | 1999 | Perth          | Hardcourt (i) | Australië Jelena Dokić Mark Philippoussis | Zweden Åsa Carlsson Jonas Björkman | 2-1   | Details |

## Zweedse Tennis Hall of Fame
De Zweedse Tennis Hall of Fame is een prestigieuze titel gewijd aan grote Zweedse tennisspelers door de geschiedenis. Het is gehuisvest in het Zweedse tennismuseum, dat is geopend in 1997 in Båstad. Ieder jaar tijdens het ATP-toernooi van Båstad worden drie nieuwe tennisspelers opgenomen in de Hall of Fame.

### Leden Zweedse Tennis Hall of Fame
- 2003 - Björn Borg, Mats Wilander en Stefan Edberg (alle drie ook opgenomen in de International Tennis Hall of Fame)
- 2004 - Lennart Bergelin, Ulf Schmidt, Jan-Erik Lundqvist en Sven Davidson (Davidson is ook opgenomen in de International Tennis Hall of Fame)
- 2005 - Torsten Johansson (postuum), Catarina Lindqvist och Anders Järryd
- 2006 - Percy Rosberg, John-Anders Sjögren en Carl-Axel Hageskog
- 2007 - Peter Wallenberg, Mats Hasselquist en Hans Olsson
- 2008 - Marcus Wallenberg, Magnus Larsson en Mikael Pernfors
- 2009 - Ove Bengtson, Lennart Bergelin en Birger Andersson
- 2010 - Henrik Sundström, Christina Sandberg en Eve Malmquist
- 2011 - Björn Hellberg, Magnus Gustafsson en Joakim Nyström
- 2012 - Kent Carlsson, Thomas Enqvist en Magnus Norman
- 2013 - Margareta Bönström, Jonas Svensson en Ingrid Löfdahl-Bentzer
- 2014 - Jan Apell, Jonas Björkman en  John McEnroe (eerste niet-Zweed, bovendien opgenomen in International Tennis Hall of Fame)
- 2015 - Thomas Hallberg, Thomas Johansson en Nicklas Kulti
- 2016 - Robin Söderling, Åsa Svensson en Rolf Norberg
- 2017 - Tomas Karlberg,  Martin Mulligan en  Manuel Santana
- 2018 -  Toni Nadal (trainer), Hans Simonsson en Henrik Holm
- 2019 - Tim Klein (trainer; postuum), Lars Graff (scheidsrechter) en Sofia Arvidsson[103]

## Ledenaantallen SvTF
Hieronder de ontwikkeling van het ledenaantal en het aantal verenigingen:
| Jaar | Aantal leden | Aantal verenigingen |
| ---- | ------------ | ------------------- |
| 2016 | 111.763      | 414                 |
| 2015 | 109.259      | 417                 |
| 2014 | 108.336      | 422                 |
| 2013 | 106.840      | 430                 |
| 2012 | 106.290      | 475                 |
| 2011 | 105.769      | 480                 |
| 2010 | 104.686      | 487                 |
| 2009 | 104.121      | 484                 |
| 2008 | 104.118      | 504                 |
| 2007 | 104.637      | 510                 |
| 2006 | 102.230      | 530                 |
| 2005 | 102.777      | 537                 |
| 2004 | 101.616      | 547                 |
| 2003 | 103.061      | 551                 |
| 2002 | 103.866      |                     |
| 2001 | 103.142      |                     |
| 2000 | 104.332      |                     |
| 1999 | 108.838      |                     |
| 1998 | 105.022      |                     |
| 1997 | 105.135      |                     |
| 1996 | 109.199      |                     |
| 1995 | 118.136      |                     |